# Filmåret 2024
Filmåret 2024 är en översikt över händelser, inklusive prisutdelningar, festivaler, en lista över släppta filmer och anmärkningsvärda dödsfall.

## Mest inkomstbringande filmer
| Rank | Titel                           | Distribution | Intäkter       |
| ---- | ------------------------------- | ------------ | -------------- |
| 1    | Insidan ut 2                    | Disney       | $1 698 863 816 |
| 2    | Deadpool & Wolverine            | Disney       | $1 338 073 645 |
| 3    | Vaiana 2                        | Disney       | $1 059 197 729 |
| 4    | Dumma mej 4                     | Universal    | $969 160 150   |
| 5    | Wicked                          | Universal    | $751 736 617   |
| 6    | Mufasa: Lejonkungen             | Disney       | $721 947 529   |
| 7    | Dune: Part Two                  | Warner Bros. | $714 644 358   |
| 8    | Godzilla x Kong: The New Empire | Warner Bros. | $571 850 016   |
| 9    | Kung Fu Panda 4                 | Universal    | $547 689 492   |
| 10   | Sonic the Hedgehog 3            | Paramount    | $491 946 657   |

### Intäktsrekord
- Insidan ut 2 blev den 54:e filmen att samla in $1 miljarder i intäkter, och den 12:e animerade filmen att göra så.
  - Den blev den mest inkomstbringande Pixar-filmen genom tiderna och gick därmed om Superhjältarna 2 i intäkter.[2]
  - Insidan ut 2 är den snabbaste animerade filmen som samlat in $1 miljard över hela världen, vilket den gjorde på 19 dagar.[3]
  - Filmen blev i slutet av juli den mest inkomstbringande animerade filmen genom tiderna.[4]
- Deadpool & Wolverine blev den 55:e filmen att samla in $1 miljarder i intäkter.
- Bad Boys-filmserien tjänade in över $1 miljard efter att Bad Boys: Ride or Die släpptes.[5]
- Dumma mej-franchisen blev den första animerade filmserien att tjäna in över $5 miljarder efter att Dumma mej 4 släpptes.[6]
- MonsterVerse-franchisen tjänade in över $2,5 miljarder efter att Godzilla x Kong: The New Empire släpptes.[7]
- Kung Fu Panda-filmserien tjänade in över $2 miljarder efter att Kung Fu Panda 4 släpptes.[8]
- Vaiana 2 blev den 56:e filmen att samla in $1 miljarder i intäkter.
- Sonic the Hedgehog-filmserien tjänade in över $1 miljard efter att Sonic the Hedgehog 3 släpptes.[9]

## Händelser
- 7 januari – Golden Globe-galan[10]
- 14 januari – Critics' Choice Movie Awards[11]
- 18–28 januari – Sundance Film Festival[12]
- 15 januari – Guldbaggegalan[13]
- 26 januari–4 februari – Göteborg Film Festival[14][15]
- 16–25 februari – Filmfestivalen i Berlin[16]
- 18 februari – BAFTA-galan[17]
- 24 februari – Screen Actors Guild Awards[18]
- 10 mars – Oscarsgalan[19]
- 14–25 maj – Filmfestivalen i Cannes[20]
- 28 augusti–7 september – Filmfestivalen i Venedig[21]
- 5–15 september – Toronto International Film Festival[21]

## Årets filmer
#
- 10 liv
- 60 minuter

A
- Abigail
- A Complete Unknown
- A Family Affair
- Abigail
- A Different Man
- Afraid
- Aldrig ensam
- Alien: Romulus
- Alla älskar Touda
- Allt blir bra
- All We Imagine as Light
- The American Society of Magical Negroes
- A New Kind of Wilderness
- A Nice Indian Boy
- Anora
- Apartment 7A
- The Apprentice
- Arcadian
- A Real Pain
- Argylle
- Armand
- Arne Alligator och djungelkompisarna
- Arthur the King
- Atlas
- Attack on Titan: The Last Attack
- A Quiet Place: Day One
- Avicii – I'm Tim

B
- Babygirl
- Back to Black
- Bad Boys: Ride or Die
- Badland Hunters
- The Balconettes
- Bambi – En saga om livet i skogen
- Barnen från Silvergatan
- The Beautiful Game
- The Beekeeper
- Better Man
- Beetlejuice Beetlejuice
- Biônicos
- Bird
- Biru Unjárga
- Blackpink World Tour (Born Pink) in Cinemas
- Black Tea
- Blink Twice
- Blitz
- Blue Lock the Movie: Episode Nagi
- Blur: Live at Wembley Stadium
- Blur: To the End
- Bob Marley: One Love
- Bob Trevino Likes It
- Bonhoeffer
- Borderlands
- Breathe
- The Bricklayer
- Brothers
- Brustna hjärtans byrå
- Brutalisten
- Bröderna Andersson
- Bye Bye Boredom

C
- Cabrini
- Caddo Lake
- Carry-On
- Challengers
- City Hunter
- City of Dreams
- Civil War
- Code 8: Part II
- Colors of Evil: Red
- The Crow
- Cuckoo
- Cult Killer

D
- Dahomey
- Damsel
- Deadpool & Wolverine
- The Dear John Letter
- The Deliverance
- De dödas symfoni
- De ljudlösa
- De skamlösa
- Demon Slayer: Kimetsu No Yaiba – To the Hashira Training
- Den andras plats
- Den där julen
- Den gränslöse
- Den sista resan
- Den svenska torpeden
- Den vilda roboten
- Descendants: The Rise of Red
- Det heliga trädets frukter
- Det kunde varit vi
- Det omätbara
- Det slutar med oss
- Det svänger om Noas ark
- Det är något som inte stämmer
- Divorce in the Black
- The Dog
- Don't Move
- Drive-Away Dolls
- Drömmar
- Dumma mej 4
- Dune: Part Two
- Düsseldorf, Skåne
- Döda män i skidspåret

E
- Edvin Törnblom – Bögen är lös (i magen)
- Einstein and the Bomb
- Elevation
- Emilia Pérez
- Emmanuelle
- En del av dig
- Enhörningen Thelma
- En kväll för LeMarc
- En liten bit av kakan
- En oslipad diamant
- En sommar utöver det vanliga
- Ernest Cole: Lost and Found
- Ett hjärta är alltid rött
- The Executioner
- The Exorcism

F
- The Fabulous Four
- The Fall Guy
- Familjen Casagrande: Filmen
- Femton noll tre nittonde januari två tusen sexton
- Find Me Falling
- The First Omen
- Flickan med nålen
- Flow – Katten som slutade vara rädd för vatten
- Fly Me to the Moon
- Force of Nature: The Dry 2
- Four Mothers
- Fruktans lön
- Führer och förförare
- Furiosa: A Mad Max Saga
- Förtrollningen

G
- G – 21 scener från Gottsunda
- Garbo: Where Did You Go?
- Gaucho Gaucho
- Genom mitt fönster: Öga mot öga
- Ghostbusters: Frozen City
- Ghost: Rite Here Rite Now
- Gladiator 2
- Gloria! Miraklet i Venedig
- Godzilla x Kong: The New Empire
- The Greatest Hits
- The Greatest Night in Pop
- The Great Lillian Hall
- Greedy People
- Greta Gris biofest
- Griffin in Summer
- Gudstjänst
- Guy Manley – A Real Movie

H
- Hacke Hackspett på sommarläger
- Hacking Hate
- Hack Your Health: Ät för att må bra
- Haikyu!! The Movie: The Dumpster Battle
- Hajar i Paris
- Hanteringen av odöda
- Harald och den magiska kritan
- Hard Truths
- Heart of the Hunter
- Here
- Heretic
- Historien om Jim
- Hold Your Breath
- The Home
- Horizon: An American Saga – Chapter 1
- Horrorscope
- House of Spoils
- Hov1 4-Ever
- Håkan Bråkan 2
- Hålet 2

I
- Ibelins enastående liv
- The Idea of You
- IF: Låtsaskompisar
- Imaginary
- I maktens skuggor
- Immaculate
- Imperiet
- I'm Still Here
- In a Violent Nature
- Inheritance
- Insidan ut 2
- The Instigators
- Irish Wish
- I Saw the TV Glow
- Israel Palestina i svensk tv 1958–1989
- It's What's Inside

J
- Jackpot!
- Jailbreak: Love on the Run
- Jakt
- Jakten på Sveriges Provence
- Joker: Folie à Deux
- Jane Austen förstörde mitt liv
- Jorden anropar
- Joy
- Julies tystnad
- Jung Kook: I Am Still
- Jönssonligan kommer tillbaka

K
- Kallt spår
- Katten Gustaf: Filmen
- The Killer's Game
- Kinds of Kindness
- Kingdom of the Planet of the Apes
- Klara and the Sun
- Kneecap
- Konklaven
- Konsten att göra slut
- Kraven the Hunter
- Kung Fu Panda 4
- Kärlek vägg i vägg
- Kärlek

L
- La Cocina – Aptit på livet
- Land of Bad
- Lasse-Majas detektivbyrå – Maskoten som försvann
- The Last Showgirl
- Layla
- Leaving Jesus
- Lewerentz Divine Darkness
- The Life of Chuck
- Lift
- Lilla spöket Laban spökar igen
- Lisa Frankenstein
- Livet efter Catwalk
- Livet är stort
- Lonely Planet
- Longlegs
- Love fårever
- Love Lies Bleeding
- Love Me
- Lyckans ost
- Längtan till Áhkká

M
- Madame Luna
- Madame Web
- Maria
- Maxxxine
- May December
- Mea Culpa
- Mean Girls
- Meet Me Next Christmas
- Megalopolis
- Memoir of a Snail
- Mickey 17
- Mickey’s Mouse Trap
- Miller's Girl
- The Ministry of Ungentlemanly Warfare
- Min kära tjuv
- Min mormors miljoner – How to Make Millions Before Grandma Dies
- Min oväntade bror
- Misericordia
- Miséria
- Mobile Suit Gundam Seed Freedom
- Monkey Man
- Motel Destino
- Mother of the Bride
- Mothers' Instinct
- Mr. K
- Mufasa: Lejonkungen
- My Eternal Summer
- My Ex-Friend's Wedding
- My Hero Academia: You’re Next
- My Spy: The Eternal City
- Möte i Rom

N
- NCT Dream Mystery Lab: Dream()scape in Cinemas
- Neandertalarnas hemligheter
- Nice Girls
- Nickel Boys
- Nightbitch
- Night Swim
- Niko – Beyond the Northern Lights
- No Other Land
- Nosferatu
- Not Another Church Movie
- Nova & Alice
- Nya äventyr med Paw Patrol

O
- Om alla bara drar
- One Fast Move
- One More Shot
- Orion och Mörkret

P
- Parthenope – Neapels hjärta
- Passage
- The Penguin Lessons
- Peter Five Eight
- Players
- Porträttet
- Presence
- Påfågeln – Hyr en vän!
- På vilket språk drömmer du?

Q
- Queer
- Quislings sista dagar

R
- Race for Glory: Audi vs. Lancia
- Rebel Moon Part 2: The Scargiver
- Red One
- Relay
- Rez Ball
- Ricky Stanicky
- Riff Raff
- RM: Right People, Wrong Place
- Road House
- Role Play
- The Room Next Door
- The Roundup: Punishment
- Räv och Hare räddar skogen

S
- Sabaton – The Tour to End All Tours
- Sacramento
- Sagan om ringen: Striden vid Rohan
- Sankta Lucia
- Santosh
- Sasquatch Sunset
- Saturday Night
- Scapegoat
- Scoop
- Sebastian
- September 5
- Sex
- Shirley
- The Shrouds
- The Silent Hour
- Ski
- Skywalkers: A Love Storyc
- Skärvor
- Sleeping Dogs
- Slingshot
- Smile 2
- Snuten i Hollywood: Axel F
- Solo Leveling: ReAwakening
- Sommarboken
- Sommartider
- Som vi har älskat
- Sonic the Hedgehog 3
- Space Cadet
- Spaceman
- Speak No Evil
- Spelkvällen
- Spermageddon
- Strul
- Stockholm Bloodbath
- Stormskärs Maja
- Stormy
- The Strangers: Chapter 1
- Stöld
- The Substance
- Suncoast
- Super-Charlie
- Super/Man: The Christopher Reeve Story
- SvampBob Fyrkant: Sandy räddar Bikinibotten
- Sweethearts
- Så länge hjärtat slår

T
- Tarot
- Terrifier 3
- Tigerns lärling
- Tillbaka till Adamant – Inlagd på Averroès & Rosa Parks
- Tillbaka till Adamant – Skrivmaskinen och annan huvudbry
- Time Cut
- Transformers One
- Trap
- Tre vänninor
- Trigger Warning
- Turtles All the Way Down
- Twisters

U
- Ultraman: Rising
- The Underdoggs
- Under trottoaren – stranden
- Unfrosted
- The Unholy Trinity
- The Union
- Universal Language
- Unstoppable
- Unsung Hero
- Upgraded
- Uprising
- Ur mörkret
- Usher: Rendezvous in Paris

V
- Vacker rebell
- Vaiana 2
- Vanvaas
- Varulvsnätter
- Venom: The Last Dance
- Vila i frid
- Virgo
- Viva a Vida
- Vi är fortfarande här / Mii leat ain dás
- Vägen till ingenstans
- Västerhavets hemligheter

W
- Wallace & Gromit: Vengeance Most Fowl
- The Watchers
- We Live in Time
- What Jennifer Did
- Wicked
- Will & Harper
- William Tell
- Winnie-the-Pooh: Blood and Honey 2
- Winter Spring Summer or Fall
- Wolfs

X
- XXL

Y
- Y2K
- Young Royals Forever
- Your Monster
- Young Hearts
- Young Woman and the Sea
- Youth (Hard Times)
- Youth (Homecoming)

Ä
- Äkta skräck
- Älskling

## Svenska biopremiärer
Filmer som hade premiär i Sverige under 2024.
| Sverigepremiärer 2024 | Sverigepremiärer 2024 | Sverigepremiärer 2024                                       | Sverigepremiärer 2024         | Sverigepremiärer 2024 | Sverigepremiärer 2024       | Sverigepremiärer 2024 |
| Datum                 | Datum                 | Titel                                                       | Land                          | Regi och medverkande | Genre                       | Ref                   |
| --------------------- | --------------------- | ----------------------------------------------------------- | ----------------------------- | --- | --------------------------- | --------------------- |
| J A N U A R I         | 3                     | Fyra små vuxna                                              | Finland                       | Regi: Selma Vilhunen; Med: Alma Pöysti, Eero Milonoff, Vilhelm Blomgren, Oona Airola                                                               | Drama                       | [ 22 ] [ 23 ]         |
| J A N U A R I         | 4                     | Hov1 4-Ever                                                 | Sverige                       | Regi: Henrik Hanson; Med: Ludwig Kronstrand, Noel Flike, Dante Lindhe, Axel Liljefors                                                              | Dokumentär                  | [ 24 ] [ 25 ]         |
| J A N U A R I         | 5                     | The Holdovers                                               | USA                           | Regi: Alexander Payne; Med: Paul Giamatti, Tate Donovan, Da'Vine Joy Randolph, Carrie Preston, Gillian Vigman                                      | Drama, Komedi               | [ 26 ] [ 27 ]         |
| J A N U A R I         | 5                     | Power Alley                                                 | Brasilien                     | Regi: Lillah Halla; Med: Ayomi Domenica, Loro Bardot, Grace Passô                                                                                  | Drama                       | [ 28 ] [ 29 ]         |
| J A N U A R I         | 10                    | Perfect Days                                                | Japan                         | Regi: Wim Wenders; Med: Kôji Yakusho, Min Tanaka, Tokio Emoto, Tomokazu Miura                                                                      | Drama                       | [ 30 ] [ 31 ]         |
| J A N U A R I         | 12                    | Animal Kingdom                                              | Frankrike                     | Regi: Thomas Cailley; Med: Romain Duris, Paul Kircher, Adèle Exarchopoulos, Nathalie Richard                                                       | Äventyr, Drama, Sci-Fi      | [ 32 ] [ 33 ]         |
| J A N U A R I         | 12                    | Det ensamma slottet i spegeln                               | Japan                         | Regi: Keiichi Hara & Takakazu Nagatomo; Med: Ami Tôma, Mana Ashida, Yûki Kaji, Takumi Kitamura                                                     | Animerad, Äventyr, Fantasy  | [ 34 ] [ 35 ]         |
| J A N U A R I         | 12                    | Mean Girls                                                  | USA                           | Regi: Arturo Perez Jr. & Samantha Jayne; Med: Angourie Rice, Reneé Rapp, Auliʻi Cravalho, Bebe Wood                                                | Komedi, Musikal             | [ 36 ] [ 37 ]         |
| J A N U A R I         | 12                    | Next Goal Wins                                              | USA                           | Regi: Taika Waititi; Med: Elisabeth Moss, Michael Fassbender, Will Arnett                                                                          | Drama, Komedi               | [ 38 ] [ 39 ]         |
| J A N U A R I         | 19                    | Anyone But You                                              | USA                           | Regi: Will Gluck; Med: Sydney Sweeney, Glen Powell, Alexandra Shipp, Darren Barnet, Bryan Brown                                                    | Romantik, Komedi            | [ 40 ] [ 41 ]         |
| J A N U A R I         | 19                    | Djungelgänget – På äventyr jorden runt 2                    | Frankrike                     | Regi: Laurent Bru, Yannick Moulin, Benoît Somville; Med: Gauthier Battoue, Paul Borne, Philippe Bozo                                               | Animerad, Äventyr, Komedi   | [ 42 ] [ 43 ]         |
| J A N U A R I         | 19                    | The Eternal Memory                                          | Chile                         | Regi: Maite Alberdi; Med: | Dokumentär                  | [ 44 ] [ 45 ]         |
| J A N U A R I         | 19                    | Ett hjärta är alltid rött                                   | Sverige                       | Regi: Anders Balsam Hellström; Med: Joakim Thåström, Fred Asp, Stry Terrarie, Gunnar Ljungstedt, Per Hägglund, Christian Falk                      | Dokumentär                  | [ 46 ] [ 47 ]         |
| J A N U A R I         | 19                    | Purpurfärgen                                                | USA                           | Regi: Blitz Bazawule; Med: Fantasia Barrino, Colman Domingo, Taraji P. Henson, Corey Hawkins, Danielle Brooks                                      | Drama, Musikal              | [ 48 ] [ 49 ]         |
| J A N U A R I         | 19                    | Stockholm Bloodbath                                         | Sverige                       | Regi: Mikael Håfström; Med: Sophie Cookson, Claes Bang, Alba August, Adam Pålsson, Matias Varela                                                   | Drama, Historisk            | [ 50 ] [ 51 ]         |
| J A N U A R I         | 26                    | 24 timmar i New York                                        | USA                           | Regi: Vuk Lungulov-Klotz; Med: Lio Mehiel, Cole Doman, MiMi Ryder, Alejandro Goic                                                                  | Drama                       | [ 52 ] [ 53 ]         |
| J A N U A R I         | 26                    | Carnifex                                                    | Australien                    | Regi: Sean Lahiff; Med: Alexandra Park, Sisi Stringer, Harry Greenwood                                                                             | Skräck, Thriller            | [ 54 ] [ 55 ]         |
| J A N U A R I         | 26                    | The Old Oak                                                 | Storbritannien                | Regi: Ken Loach; Med: Debbie Honeywood, Trevor Fox, Dave Turner                                                                                    | Drama                       | [ 56 ] [ 57 ]         |
| J A N U A R I         | 26                    | Poor Things                                                 | USA · Storbritannien · Irland | Regi: Giorgos Lanthimos; Med: Mark Ruffalo, Willem Dafoe, Emma Stone, Margaret Qualley, Jerrod Carmichael, Christopher Abbott                      | Drama, Romantik, Sci-Fi     | [ 58 ] [ 59 ]         |
| F E B R U A R I       | 2                     | Argylle                                                     | Storbritannien                | Regi: Matthew Vaughn; Med: Henry Cavill, John Cena, Sam Rockwell, Samuel L. Jackson, Bryan Cranston                                                | Action, Äventyr, Sci-Fi     | [ 60 ] [ 61 ]         |
| F E B R U A R I       | 2                     | Dream Scenario                                              | USA                           | Regi: Kristoffer Borgli; Med: Nicolas Cage, Julianne Nicholson, Michael Cera                                                                       | Komedi                      | [ 62 ] [ 63 ]         |
| F E B R U A R I       | 2                     | Fjärilen Patrik på äventyr                                  | Kanada                        | Regi: Sophie Roy; Med: Tatiana Maslany, Mena Massoud, Tristan D. Lalla                                                                             | Animerad, Äventyr, Komedi   | [ 64 ] [ 65 ]         |
| F E B R U A R I       | 2                     | Lassie – Ett nytt äventyr                                   | Tyskland                      | Regi: Hanno Olderdissen; Med: Katharina Schüttler, Justus von Dohnányi                                                                             | Äventyr, Drama, Familj      | [ 66 ] [ 67 ]         |
| F E B R U A R I       | 2                     | När Sophia mötte Sylvain                                    | Kanada                        | Regi: Monia Chokri; Med: Magalie Lépine Blondeau, Pierre-Yves Cardinal, Monia Chokri, Steve Laplante                                               | Romantik, Drama, Komedi     | [ 68 ] [ 69 ]         |
| F E B R U A R I       | 2                     | Upproret                                                    | Norge                         | Regi: Nils Gaup; Med: Otto Fahlgren, Simon J. Berger, Stig Henrik Hoff, Alexandra Gjerpen                                                          | Action, Drama, Historisk    | [ 70 ] [ 71 ]         |
| F E B R U A R I       | 6                     | Je'vida                                                     | Finland                       | Regi: Katja Gauriloff; Med: Sanna-Kaisa Palo, Seidi Haarla                                                                                         | Drama, Historisk            | [ 72 ] [ 73 ]         |
| F E B R U A R I       | 7                     | Jakten på Sveriges Provence                                 | Sverige                       | Regi: Joel Schäfer; Med: | Dokumentär                  | [ 74 ] [ 75 ]         |
| F E B R U A R I       | 9                     | Arne Alligator och djungelkompisarna                        | Sverige · Finland             | Regi: Jenny Jokela ; Med: Jesper Adefelt, Tiffany Kronlöf, John Österlund                                                                          | Animerad, Komedi, Familj    | [ 76 ] [ 77 ]         |
| F E B R U A R I       | 9                     | Düsseldorf, Skåne                                           | Sverige                       | Regi: Patrik Blomberg Book; Med: Rebecca Plymholt, Magnus Schmitz, Karin Lithman, Erik Svedberg-Zelman                                             | Drama, Musik                | [ 78 ] [ 79 ]         |
| F E B R U A R I       | 9                     | Greta Gris biofest                                          | Storbritannien                | Regi: Andrea Tran; Med: | Animerad, Familj, Musikal   | [ 80 ] [ 81 ]         |
| F E B R U A R I       | 9                     | Håkan Bråkan 2                                              | Sverige                       | Regi: Ted Kjellsson; Med: Silas Strand, Sissela Benn, Fredrik Hallgren                                                                             | Familj, Äventyr, Komedi     | [ 82 ] [ 83 ]         |
| F E B R U A R I       | 9                     | Smoke Sauna Sisterhood                                      | Estland                       | Regi: Anna Hints; Med: | Dokumentär                  | [ 84 ] [ 85 ]         |
| F E B R U A R I       | 9                     | The Stones and Brian Jones                                  | Storbritannien                | Regi: Nick Broomfield; Med: Mick Jagger, Keith Richards, Charlie Watts, Bill Wyman, Nick Broomfield                                                | Dokumentär, Musik           | [ 86 ] [ 87 ]         |
| F E B R U A R I       | 9                     | The Zone of Interest                                        | Storbritannien                | Regi: Jonathan Glazer; Med: Sandra Hüller, Christian Friedel, Ralph Herforth, Marie Rosa Tietjen                                                   | Drama, Krig, Historisk      | [ 88 ] [ 89 ]         |
| F E B R U A R I       | 14                    | Bob Marley: One Love                                        | USA                           | Regi: Reinaldo Marcus Green; Med: Kingsley Ben-Adir, Lashana Lynch, Michael Gandolfini, James Norton                                               | Biografi, Drama, Musik      | [ 90 ] [ 91 ]         |
| F E B R U A R I       | 14                    | Madame Web                                                  | USA                           | Regi: S.J. Clarkson; Med: Isabela Merced, Tahar Rahim, Dakota Johnson, Sydney Sweeney                                                              | Action, Äventyr, Sci-Fi     | [ 92 ] [ 93 ]         |
| F E B R U A R I       | 16                    | Bastarden                                                   | Danmark                       | Regi: Nikolaj Arcel; Med: Amanda Collin, Magnus Krepper, Gustav Lindh, Mads Mikkelsen, Jacob Lohmann                                               | Drama, Biografi, Historisk  | [ 94 ] [ 95 ]         |
| F E B R U A R I       | 16                    | Lärarrummet                                                 | Tyskland                      | Regi: Ilker Çatak; Med: Leonie Benesch, Eva Löbau, Leonard Stettnisch                                                                              | Drama                       | [ 96 ] [ 97 ]         |
| F E B R U A R I       | 16                    | Megaheartz                                                  | Sverige                       | Regi: Emily Norling; Med: | Dokumentär                  | [ 98 ] [ 99 ]         |
| F E B R U A R I       | 16                    | Ombord på Adamant                                           | Frankrike                     | Regi: Nicolas Philibert; Med: | Dokumentär                  | [ 100 ] [ 101 ]       |
| F E B R U A R I       | 16                    | Superpolarna                                                | Frankrike                     | Regi: Jérémie Degruson; Med: Monica Young, Olivier Paris, Danny Fehsenfeld                                                                         | Animerad, Familj            | [ 102 ] [ 103 ]       |
| F E B R U A R I       | 21                    | The Beekeeper                                               | USA                           | Regi: David Ayer; Med: Jason Statham, Josh Hutcherson, Jeremy Irons, Minnie Driver                                                                 | Action, Thriller            | [ 104 ] [ 105 ]       |
| F E B R U A R I       | 23                    | All of Us Strangers                                         | Storbritannien                | Regi: Andrew Haigh; Med: Paul Mescal, Andrew Scott, Claire Foy, Jamie Bell                                                                         | Drama, Fantasy              | [ 106 ] [ 107 ]       |
| F E B R U A R I       | 23                    | Banel & Adama                                               | Frankrike                     | Regi: Ramata-Toulaye Sy; Med: Khady Mane, Mamadou Diallo, Binta Racine Sy                                                                          | Drama                       | [ 108 ] [ 109 ]       |
| F E B R U A R I       | 23                    | I mästarens nät – Cobweb                                    | Sydkorea                      | Regi: Kim Jee-woon; Med: Kang-ho Song, Yeo-bin Jeon, Soo-jung Lim                                                                                  | Drama, Komedi               | [ 110 ] [ 111 ]       |
| F E B R U A R I       | 23                    | Demon Slayer: Kimetsu No Yaiba – To the Hashira Training    | Japan                         | Regi: Haruo Sotozaki; Med: Natsuki Hanae, Hiro Shimono                                                                                             | Animerad, Action            | [ 112 ] [ 113 ]       |
| F E B R U A R I       | 23                    | Filmen om Kal P Dal                                         | Sverige                       | Regi: Stefan Källstigen & Dag Ösgård; Med: | Dokumentär, Musik           | [ 114 ] [ 115 ]       |
| F E B R U A R I       | 23                    | Holly                                                       | Belgien                       | Regi: Fien Troch; Med: Cathalina Geeraerts, Greet Verstraete, Felix Heremans                                                                       | Drama                       | [ 116 ] [ 117 ]       |
| F E B R U A R I       | 23                    | Längtan till Áhkká                                          | Sverige                       | Regi: Jens Nilsson & Gustav Cavallin; Med: | Dokumentär                  | [ 118 ]               |
| F E B R U A R I       | 23                    | Night Swim                                                  | USA                           | Regi: Bryce McGuire; Med: Kerry Condon, Wyatt Russell                                                                                              | Skräck, Thriller            | [ 119 ] [ 120 ]       |
| F E B R U A R I       | 23                    | Rallygänget – De snabba & de tuffa                          | Storbritannien                | Regi: Ross Venokur; Med: J.K. Simmons, Chloe Bennet, John Cleese, Sharon Horgan                                                                    | Animerad, Komedi, Familj    | [ 121 ] [ 122 ]       |
| F E B R U A R I       | 28                    | Dune: Part Two                                              | USA                           | Regi: Denis Villeneuve; Med: Austin Butler, Léa Seydoux, Florence Pugh, Rebecca Ferguson, Zendaya, Timothée Chalamet                               | Action, Äventyr, Sci-Fi     | [ 123 ] [ 124 ]       |
| M A R S               | 1                     | Anselm                                                      | Tyskland                      | Regi: Wim Wenders; Med: | Dokumentär                  | [ 125 ] [ 126 ]       |
| M A R S               | 1                     | Den sista resan                                             | Sverige                       | Regi: Filip Hammar & Fredrik Wikingsson; Med: Filip Hammar, Fredrik Wikingsson                                                                     | Dokumentär                  | [ 127 ] [ 128 ]       |
| M A R S               | 1                     | Det finns alltid en morgondag                               | Italien                       | Regi: Paola Cortellesi; Med: Paola Cortellesi, Valerio Mastandrea, Romana Maggiora Vergano                                                         | Drama, Komedi               | [ 129 ] [ 130 ]       |
| M A R S               | 1                     | The Peasants                                                | Polen                         | Regi: Dorota Kobiela & Hugh Welchman; Med: Maciej Musial, Julia Wieniawa-Narkiewicz, Sonia Mietielica                                              | Animerad, Drama             | [ 131 ] [ 132 ]       |
| M A R S               | 1                     | Själen                                                      | USA                           | Regi: Pete Docter & Kemp Powers; Med: Jamie Foxx, Tina Fey, Graham Norton, Rachel House                                                            | Animerad, Äventyr, Familj   | [ 133 ] [ 134 ]       |
| M A R S               | 8                     | Brottet är mitt                                             | Frankrike                     | Regi: François Ozon; Med: Nadia Tereszkiewicz, Rebecca Marder, Isabelle Huppert, Fabrice Luchini                                                   | Drama, Komedi, Mysterie     | [ 135 ] [ 136 ]       |
| M A R S               | 8                     | Femme                                                       | Storbritannien                | Regi: Sam H. Freeman & Ng Choon Ping; Med: Nathan Stewart-Jarrett, George MacKay, John McCrea, Antonia Clarke                                      | Drama, Thriller             | [ 137 ] [ 138 ]       |
| M A R S               | 8                     | Heroic                                                      | Mexiko                        | Regi: David Zonana; Med: Santiago Sandoval, Fernando Cuautle, Esteban Caicedo                                                                      | Drama, Thriller, Mysterie   | [ 139 ] [ 140 ]       |
| M A R S               | 8                     | Hypnosen                                                    | Norge                         | Regi: Ernst De Geer; Med: Asta Kamma August, Herbert Nordrum                                                                                       | Drama, Komedi               | [ 141 ] [ 142 ]       |
| M A R S               | 8                     | May December                                                | USA                           | Regi: Todd Haynes; Med: Natalie Portman, Cory Michael Smith, Julianne Moore, Charles Melton                                                        | Romantik, Drama             | [ 143 ] [ 144 ]       |
| M A R S               | 8                     | Robot Dreams                                                | Spanien                       | Regi: Pablo Berger; Med: Ivan Labanda, Graciela Molina                                                                                             | Animerad, Drama, Musik      | [ 145 ] [ 146 ]       |
| M A R S               | 8                     | Vermin                                                      | Frankrike                     | Regi: Sébastien Vanicek; Med: Théo Christine, Sofia Lesaffre, Jérôme Niel, Finnegan Oldfield                                                       | Skräck                      | [ 147 ] [ 148 ]       |
| M A R S               | 15                    | Bockarna Bruse på badhuset                                  | Norge                         | Regi: Will Ashurst; Med: | Animerad, Familj            | [ 149 ] [ 150 ]       |
| M A R S               | 15                    | Hanteringen av odöda                                        | Norge                         | Regi: Thea Hvistendahl; Med: Anders Danielsen Lie, Renate Reinsve, Bjørn Sundquist, Bente Børsum                                                   | Drama, Skräck, Mysterie     | [ 151 ] [ 152 ]       |
| M A R S               | 15                    | Knox Goes Away                                              | USA                           | Regi: Michael Keaton; Med: Michael Keaton, Al Pacino, James Marsden, Marcia Gay Harden                                                             | Thriller                    | [ 153 ] [ 154 ]       |
| M A R S               | 15                    | Nya vänner på Lunneskär                                     | Irland                        | Regi: Jeremy Purcell; Med: | Animerad, Familj            | [ 155 ] [ 156 ]       |
| M A R S               | 15                    | Om alla bara drar                                           | Sverige                       | Regi: Karin Wegsjö; Med: | Dokumentär                  | [ 157 ] [ 158 ]       |
| M A R S               | 15                    | Ondska finns inte                                           | Japan                         | Regi: Ryusuke Hamaguchi; Med: Hitoshi Omika, Ryô Nishikawa, Ryûji Kosaka                                                                           | Drama                       | [ 159 ] [ 160 ]       |
| M A R S               | 15                    | Röd                                                         | USA                           | Regi: Domee Shi; Med: Rosalie Chiang, Sandra Oh, Ava Morse, Hyein Park, Maitreyi Ramakrishnan                                                      | Animerad, Äventyr, Komedi   | [ 161 ] [ 162 ]       |
| M A R S               | 22                    | A Tiger in Paradise                                         | Sverige                       | Regi: Mikel Cee Karlsson; Med: José González | Dokumentär                  | [ 163 ] [ 164 ]       |
| M A R S               | 22                    | Drive-Away Dolls                                            | USA                           | Regi: Ethan Coen; Med: Pedro Pascal, Matt Damon, Margaret Qualley, Geraldine Viswanathan                                                           | Action, Komedi, Thriller    | [ 165 ] [ 166 ]       |
| M A R S               | 22                    | Kung Fu Panda 4                                             | USA                           | Regi: Joel Crawford; Med: Jack Black | Animerad, Action, Komedi    | [ 167 ] [ 168 ]       |
| M A R S               | 22                    | Lars är LOL                                                 | Norge                         | Regi: Eirik Sæter Stordahl; Med: Lilly Winger Schmidt, Adrian Øverjordet Vestnes                                                                   | Drama, Familj               | [ 169 ] [ 170 ]       |
| M A R S               | 22                    | Motherland                                                  | Ukraina                       | Regi: Hanna Badziaka & Alexander Mihalkovich; Med:                                                                                                 | Dokumentär                  | [ 171 ] [ 172 ]       |
| M A R S               | 22                    | Nya äventyr med Paw Patrol                                  | USA                           | Regi: ; Med: | Animerad, Äventyr, Familj   | [ 173 ]               |
| M A R S               | 22                    | Passage                                                     | Sverige                       | Regi: Levan Akin; Med: Deniz Dumanli, Lucas Kankava, Mzia Arabuli                                                                                  | Drama                       | [ 174 ] [ 175 ]       |
| M A R S               | 22                    | Ryuichi Sakamoto Opus                                       | Japan                         | Regi: Neo Sora; Med: Ryuichi Sakamoto | Dokumentär, Musik           | [ 176 ] [ 177 ]       |
| M A R S               | 22                    | Ur mörkret                                                  | Sverige                       | Regi: Philip W. da Silva; Med: Oscar Skagerberg, Rakel Benér, Peter Mörlin, Thomas Hedengran                                                       | Skräck, Thriller            | [ 178 ] [ 179 ]       |
| M A R S               | 27                    | Godzilla x Kong: The New Empire                             | USA                           | Regi: Adam Wingard; Med: Dan Stevens, Rebecca Hall, Brian Tyree Henry                                                                              | Action, Äventyr, Fantasy    | [ 180 ] [ 181 ]       |
| M A R S               | 27                    | Hate to Love: Nickelback                                    | Kanada                        | Regi: Leigh Brooks; Med: | Dokumentär, Musik           | [ 182 ] [ 183 ]       |
| M A R S               | 27                    | Som vi har älskat                                           | Sverige                       | Regi: Gustav Ågerstrand; Med: | Dokumentär                  | [ 184 ] [ 185 ]       |
| M A R S               | 27                    | Winnie-the-Pooh: Blood and Honey 2                          | Storbritannien                | Regi: Rhys Frake-Waterfield; Med: Ryan Oliva, Tallulah Evans, Simon Callow                                                                         | Skräck, Thriller            | [ 186 ] [ 187 ]       |
| M A R S               | 29                    | Humanistisk vampyr söker frivillig självmordsbenägen person | Kanada                        | Regi: Ariane Louis-Seize; Med: Sara Montpetit, Félix-Antoine Bénard, Steve Laplante, Sophie Cadieux                                                | Drama, Komedi, Skräck       | [ 188 ] [ 189 ]       |
| M A R S               | 29                    | Mavka: Skogens väktare                                      | Ukraina                       | Regi: Oleh Malamuzh, Oleksandra Ruban, Yevheniy Yermak; Med: 'Natalka Denysenko, Artem Pyvovarov, Julia Sanina                                     | Animerad, Äventyr, Fantasy  | [ 190 ] [ 191 ]       |
| M A R S               | 29                    | The New Boy                                                 | Australien                    | Regi: Warwick Thornton; Med: Cate Blanchett, Deborah Mailman, Aswan Reid, Wayne Blair                                                              | Drama, Historisk, Fantasy   | [ 192 ] [ 193 ]       |
| M A R S               | 30                    | Coco Farm                                                   | Kanada                        | Regi: Sébastien Gagné; Med: Oscar Desgagnés | Familj                      | [ 194 ] [ 195 ]       |
| A P R I L             | 3                     | The First Omen                                              | USA                           | Regi: Arkasha Stevenson; Med: Bill Nighy, Ralph Ineson, Nell Tiger Free, Sonia Braga                                                               | Skräck                      | [ 196 ] [ 197 ]       |
| A P R I L             | 3                     | Ghostbusters: Frozen City                                   | USA                           | Regi: Gil Kenan; Med: Finn Wolfhard, Paul Rudd, Mckenna Grace, Carrie Coon, Kumail Nanjiani                                                        | Action, Komedi, Sci-Fi      | [ 198 ] [ 199 ]       |
| A P R I L             | 5                     | Blix Not Bombs                                              | Sverige                       | Regi: Greta Stocklassová; Med: Hans Blix | Dokumentär, Biografi        | [ 200 ] [ 201 ]       |
| A P R I L             | 5                     | De oönskade                                                 | Frankrike                     | Regi: Ladj Ly; Med: Anta Diaw, Alexis Manenti, Aristote Luyindula, Steve Tientcheu, Aurélia Petit, Jeanne Balibar                                  | Drama                       | [ 202 ] [ 203 ]       |
| A P R I L             | 5                     | Kaptenen                                                    | Frankrike                     | Regi: Matteo Garrone; Med: Affif Ben Badra, Issaka Sawadogo                                                                                        | Drama                       | [ 204 ] [ 205 ]       |
| A P R I L             | 5                     | Marguerites teorem                                          | Frankrike                     | Regi: Anna Novion; Med: Ella Rumpf, Jean-Pierre Darroussin, Clotilde Courau                                                                        | Drama                       | [ 206 ] [ 207 ]       |
| A P R I L             | 5                     | Monkey Man                                                  | USA                           | Regi: Dev Patel; Med: Dev Patel, Sharlto Copley | Action, Thriller            | [ 208 ] [ 209 ]       |
| A P R I L             | 5                     | Möte i Rom                                                  | Danmark                       | Regi: Niclas Bendixen; Med: Bodil Jørgensen, Rolf Lassgård, Kristian Halken                                                                        | Romantik, Drama             | [ 210 ] [ 211 ]       |
| A P R I L             | 5                     | Porträttet                                                  | Sverige                       | Regi: Petra Revenue & Golaleh Azad; Med: Malin Morgan, Lars Andersson                                                                              | Romantik, Drama             | [ 212 ]               |
| A P R I L             | 12                    | Back to Black                                               | Storbritannien                | Regi: Sam Taylor-Johnson; Med: Marisa Abela, Jack O'Connell, Eddie Marsan, Lesley Manville                                                         | Drama, Biografi, Musik      | [ 213 ] [ 214 ]       |
| A P R I L             | 12                    | Juniors                                                     | Frankrike                     | Regi: Hugo P. Thomas; Med: Vanessa Paradis, Ewan Bourdelles, Noah Zandouche                                                                        | Drama, Komedi, Familj       | [ 215 ] [ 216 ]       |
| A P R I L             | 12                    | Kalak                                                       | Danmark                       | Regi: Isabella Eklöf; Med: Emil Johnsen, Asta Kamma August, Søren Hellerup                                                                         | Drama                       | [ 217 ] [ 218 ]       |
| A P R I L             | 12                    | Luca                                                        | USA                           | Regi: Enrico Casarosa; Med: Jacob Tremblay, Jack Dylan Grazer, Emma Berman                                                                         | Animerad, Äventyr, Komedi   | [ 219 ] [ 220 ]       |
| A P R I L             | 12                    | One Life                                                    | USA                           | Regi: James Hawes; Med: Anthony Hopkins, Helena Bonham Carter, Johnny Flynn                                                                        | Drama, Biografi, Historisk  | [ 221 ] [ 222 ]       |
| A P R I L             | 12                    | Smak av björnbär                                            | Georgien                      | Regi: Elene Naveriani; Med: Eka Chavleishvili, Temiko Chichinadze                                                                                  | Drama                       | [ 223 ] [ 224 ]       |
| A P R I L             | 12                    | Skärvor                                                     | Sverige                       | Regi: Sara Broos; Med: | Dokumentär                  | [ 225 ] [ 226 ]       |
| A P R I L             | 12                    | Tony, Shelly and the Magic Light                            | Tjeckien                      | Regi: Filip Posivac; Med: | Animerad, Familj, Fantasy   | [ 227 ] [ 228 ]       |
| A P R I L             | 12                    | Vincent Must Die                                            | Frankrike                     | Regi: Stéphan Castang; Med: Karim Leklou, Vimala Pons, François Chattot                                                                            | Drama, Komedi, Skräck       | [ 229 ] [ 230 ]       |
| A P R I L             | 12                    | Youth (Spring)                                              | Frankrike                     | Regi: Wang Bing; Med: | Dokumentär                  | [ 231 ] [ 232 ]       |
| A P R I L             | 17                    | Civil War                                                   | USA                           | Regi: Alex Garland; Med: Cailee Spaeny, Kirsten Dunst, Wagner Moura, Jefferson White                                                               | Action, Drama               | [ 233 ] [ 234 ]       |
| A P R I L             | 19                    | Abigail                                                     | USA                           | Regi: Matt Bettinelli-Olpin & Tyler Gillett; Med: Kathryn Newton, Melissa Barrera, Dan Stevens, Alisha Weir                                        | Skräck, Thriller            | [ 235 ] [ 236 ]       |
| A P R I L             | 19                    | Jakt                                                        | Sverige                       | Regi: Sarah Gyllenstierna; Med: Ardalan Esmaili, Jens Hultén, Magnus Krepper                                                                       | Drama                       | [ 237 ] [ 238 ]       |
| A P R I L             | 19                    | Självmord med ångervecka – Den första dagen av mitt liv     | Italien                       | Regi: Paolo Genovese; Med: Toni Servillo, Valerio Mastandrea, Margherita Buy, Sara Serraiocco                                                      | Drama, Komedi               | [ 239 ] [ 240 ]       |
| A P R I L             | 19                    | Sommar utan vår                                             | Turkiet                       | Regi: Nuri Bilge Ceylan; Med: Deniz Celiloglu, Merve Dizdar, Musab Ekici                                                                           | Drama                       | [ 241 ] [ 242 ]       |
| A P R I L             | 19                    | Stella. Ett liv.                                            | Tyskland                      | Regi: Kilian Riedhof; Med: Paula Beer, Damian Hardung, Joel Basman, Maeve Metelka, Katja Riemann                                                   | Drama, Krig                 | [ 243 ] [ 244 ]       |
| A P R I L             | 19                    | Stormskärs Maja                                             | Finland                       | Regi: Tiina Lymi; Med: Amanda Jansson, Linus Troedsson, Tobias Zilliacus, Jonna Järnefelt                                                          | Drama                       | [ 245 ] [ 246 ]       |
| A P R I L             | 26                    | Challengers                                                 | USA                           | Regi: Luca Guadagnino; Med: Zendaya, Mike Faist, Josh O'Connor                                                                                     | Romantik, Drama             | [ 247 ] [ 248 ]       |
| A P R I L             | 26                    | The Fall Guy                                                | USA                           | Regi: David Leitch; Med: Aaron Taylor-Johnson, Ryan Gosling, Emily Blunt                                                                           | Action, Drama               | [ 249 ] [ 250 ]       |
| A P R I L             | 26                    | Fyra döttrar                                                | Frankrike                     | Regi: Kaouther Ben Hania; Med: | Drama                       | [ 251 ] [ 252 ]       |
| A P R I L             | 26                    | Leaving Jesus                                               | Sverige                       | Regi: Ellen Fiske; Med: | Dokumentär                  | [ 253 ] [ 254 ]       |
| A P R I L             | 26                    | Rosalie                                                     | Frankrike                     | Regi: Stéphanie Di Giusto; Med: Nadia Tereszkiewicz, Benoît Magimel, Benjamin Biolay, Guillaume Gouix                                              | Romantik, Drama, Historisk  | [ 255 ] [ 256 ]       |
| A P R I L             | 26                    | Scapegoat                                                   | Sverige                       | Regi: Marcus Ovnell; Med: Tobias Hjelm, Dejan Čukić, Marika Lagercrantz, Jenny Lampa, Linus James Nilsson                                          | Drama                       | [ 257 ] [ 258 ]       |
| A P R I L             | 26                    | The Settlers                                                | Chile                         | Regi: Felipe Gálvez Haberle; Med: Mark Stanley, Camilo Arancibia, Sam Spruell, Alfredo Castro                                                      | Drama, Västern, Historisk   | [ 259 ] [ 260 ]       |
| A P R I L             | 26                    | Spy x Family Code: White                                    | Japan                         | Regi: Kazuhiro Furuhashi; Med: Takuya Eguchi, Atsumi Tanezaki, Saori Hayami                                                                        | Animerad, Action, Komedi    | [ 261 ] [ 262 ]       |
| M A J                 | 3                     | Boy Kills World                                             | Tyskland                      | Regi: Moritz Mohr; Med: Jessica Rothe, Famke Janssen, Bill Skarsgård, Michelle Dockery                                                             | Action, Thriller            | [ 263 ] [ 264 ]       |
| M A J                 | 3                     | En doft av kärlek – Pot au Feu                              | Frankrike                     | Regi: Tran Anh Hung; Med: Juliette Binoche, Benoît Magimel, Jan Hammenecker, Emmanuel Salinger                                                     | Romantik, Drama, Historisk  | [ 265 ] [ 266 ]       |
| M A J                 | 3                     | Klassresan                                                  | Bosnien och Hercegovina       | Regi: Una Gunjak; Med: Asja Zara Lagumdzija, Maja Izetbegovic, Nadja Spaho                                                                         | Drama                       | [ 267 ] [ 268 ]       |
| M A J                 | 3                     | Tarot                                                       | USA                           | Regi: Spenser Cohen & Anna Halberg; Med: Avantika Vandanapu, Jacob Batalon, Olwen Fouéré, Harriet Slater                                           | Skräck                      | [ 269 ] [ 270 ]       |
| M A J                 | 8                     | Kingdom of the Planet of the Apes                           | USA                           | Regi: Wes Ball; Med: Kevin Durand, Freya Allan, Peter Macon, Owen Teague                                                                           | Action, Äventyr, Sci-Fi     | [ 271 ] [ 272 ]       |
| M A J                 | 10                    | Arthur the King                                             | USA                           | Regi: Simon Cellan Jones; Med: Mark Wahlberg, Nathalie Emmanuel, Simu Liu, Paul Guilfoyle, Viktor Åkerblom Nilsson                                 | Äventyr, Drama              | [ 273 ] [ 274 ]       |
| M A J                 | 10                    | Chimären                                                    | Italien                       | Regi: Alice Rohrwacher; Med: Josh O'Connor, Carol Duarte, Vincenzo Nemolato, Alba Rohrwacher                                                       | Äventyr, Romantik, Drama    | [ 275 ] [ 276 ]       |
| M A J                 | 10                    | Goodbye Julia                                               | Saudiarabien                  | Regi: Mohamed Kordofani; Med: Eiman Yousif, Siran Riak, Nazar Goma                                                                                 | Drama                       | [ 277 ] [ 278 ]       |
| M A J                 | 10                    | High & Low – John Galliano                                  | Storbritannien                | Regi: Kevin Macdonald; Med: John Galliano, Penélope Cruz, Naomi Campbell, Kate Moss                                                                | Dokumentär                  | [ 279 ] [ 280 ]       |
| M A J                 | 10                    | The Mother of All Lies                                      | Marocko                       | Regi: Asmae ElMoudir; Med: | Dokumentär, Biografi        | [ 281 ] [ 282 ]       |
| M A J                 | 17                    | Drömmen lever vidare                                        | Frankrike                     | Regi: Robert Guédiguian; Med: Ariane Ascaride, Jean-Pierre Darroussin, Lola Naymark, Pauline Caupenne                                              | Drama                       | [ 283 ] [ 284 ]       |
| M A J                 | 17                    | IF: Låtsaskompisar                                          | USA                           | Regi: John Krasinski; Med: Ryan Reynolds, John Krasinski, Steve Carell, Phoebe Waller-Bridge                                                       | Komedi, Familj, Fantasy     | [ 285 ] [ 286 ]       |
| M A J                 | 17                    | Immaculate                                                  | USA                           | Regi: Michael Mohan; Med: Sydney Sweeney, Álvaro Morte, Benedetta Porcaroli                                                                        | Skräck                      | [ 287 ] [ 288 ]       |
| M A J                 | 17                    | Nattvakten – Demons are Forever                             | Danmark                       | Regi: Ole Bornedal; Med: Nikolaj Coster-Waldau, Fanny Leander Bornedal, Kim Bodnia, Alex Høgh Andersen                                             | Skräck, Thriller, Mysterium | [ 289 ] [ 290 ]       |
| M A J                 | 22                    | Furiosa: A Mad Max Saga                                     | Australien                    | Regi: George Miller; Med: Anya Taylor-Joy, Chris Hemsworth                                                                                         | Action, Äventyr, Sci-Fi     | [ 291 ] [ 292 ]       |
| M A J                 | 24                    | Katten Gustaf – Filmen                                      | USA                           | Regi: Mark Dindal; Med: Chris Pratt, Samuel L. Jackson                                                                                             | Animerad, Äventyr, Komedi   | [ 293 ] [ 294 ]       |
| M A J                 | 24                    | Sidonie i Japan                                             | Frankrike                     | Regi: Élise Girard; Med: Isabelle Huppert, Tsuyoshi Ihara, August Diehl                                                                            | Romantik, Drama, Komedi     | [ 295 ] [ 296 ]       |
| M A J                 | 24                    | Sommarljus... och sen kommer natten                         | Island                        | Regi: Elfar Adalsteins; Med: Ólafur Darri Ólafsson, Heida Reed, Svandis Dora Einarsdottir, Sara Dögg Ásgeirsdóttir                                 | Drama, Komedi               | [ 297 ] [ 298 ]       |
| M A J                 | 24                    | Universalteorin                                             | Tyskland                      | Regi: Timm Kröger; Med: Jan Bülow, Olivia Ross, Hanns Zischler, Gottfried Breitfuss                                                                | Drama, Sci-Fi, Thriller     | [ 299 ] [ 300 ]       |
| M A J                 | 31                    | Haikyu!! The Movie: The Dumpster Battle                     | Japan                         | Regi: Susumu Mitsunaka; Med: Kaito Ishikawa, Yûki Kaji, Ayumu Murase                                                                               | Animerad, Komedi, Action    | [ 301 ] [ 302 ]       |
| M A J                 | 31                    | Hit Man                                                     | USA                           | Regi: Richard Linklater; Med: Glen Powell, Adria Arjona, Retta, Molly Bernard                                                                      | Action, Komedi              | [ 303 ] [ 304 ]       |
| M A J                 | 31                    | Lewerentz Divine Darkness                                   | Sverige                       | Regi: Sven Blume; Med: Sigurd Lewerentz | Dokumentär                  | [ 305 ] [ 306 ]       |
| M A J                 | 31                    | Lyssna på mig!                                              | Norge                         | Regi: Kaveh Tehrani; Med: Ahmed Mohammed, Asim Chaudhry                                                                                            | Drama, Familj               | [ 307 ] [ 308 ]       |
| M A J                 | 31                    | Silver Haze                                                 | Storbritannien                | Regi: Sacha Polak; Med: Vicky Knight, Esme Creed-Miles                                                                                             | Drama                       | [ 309 ] [ 310 ]       |
| M A J                 | 31                    | Skådespelarna                                               | Frankrike                     | Regi: Valeria Bruni Tedeschi; Med: Micha Lescot, Louis Garrel, Sofiane Bennacer, Nadia Tereszkiewicz                                               | Drama, Komedi, Historisk    | [ 311 ] [ 312 ]       |
| M A J                 | 31                    | Solitude                                                    | Island                        | Regi: Ninna Pálmadóttir; Med: Jónmundur Grétarsson, Asgeir Gunnarsson, Þröstur Leó Gunnarsson, Anna Gunndís Guðmundsdóttir, Jóel Sæmundsson        | Drama                       | [ 313 ] [ 314 ]       |
| J U N I               | 5                     | Bad Boys: Ride or Die                                       | USA                           | Regi: Adil El Arbi & Bilall Fallah; Med: Will Smith, Martin Lawrence, Alexander Ludwig, Vanessa Hudgens                                            | Action, Komedi, Thriller    | [ 315 ] [ 316 ]       |
| J U N I               | 7                     | Fremont                                                     | USA                           | Regi: Babak Jalali; Med: Anaita Wali Zada, Jeremy Allen White, Gregg Turkington                                                                    | Drama                       | [ 317 ] [ 318 ]       |
| J U N I               | 7                     | Konvojen                                                    | Norge                         | Regi: Henrik Martin Dahlsbakken; Med: Tobias Santelmann, Adam Lundgren, Anders Baasmo Christiansen                                                 | Action, Drama, Krig         | [ 319 ] [ 320 ]       |
| J U N I               | 7                     | The Watchers                                                | USA                           | Regi: Ishana Shyamalan; Med: Dakota Fanning, Georgina Campbell, Olwen Fouéré, Kya Brame                                                            | Skräck, Mysterie            | [ 321 ] [ 322 ]       |
| J U N I               | 14                    | Late Night with the Devil                                   | USA                           | Regi: Cameron Cairnes & Colin Cairnes; Med: David Dastmalchian, Laura Gordon, Ian Bliss                                                            | Skräck, Komedi              | [ 323 ] [ 324 ]       |
| J U N I               | 15                    | Mobile Suit Gundam Seed Freedom                             | Japan                         | Regi: Mitsuo Fukuda; Med: | Animerad, Action            | [ 325 ] [ 326 ]       |
| J U N I               | 20                    | Ghost: Rite Here Rite Now                                   | USA                           | Regi: ; Med: | Dokumentär, Musik           | [ 327 ] [ 328 ]       |
| J U N I               | 28                    | A Quiet Place: Day One                                      | USA                           | Regi: Michael Sarnoski; Med: Alex Wolff, Joseph Quinn, Lupita Nyong'o                                                                              | Drama, Skräck, Thriller     | [ 329 ] [ 330 ]       |
| J U N I               | 28                    | Kinds of Kindness                                           | Irland · Storbritannien · USA | Regi: Giorgos Lanthimos; Med: Emma Stone, Jesse Plemons, Margaret Qualley, Willem Dafoe                                                            | Drama                       | [ 331 ] [ 332 ]       |
| J U N I               | 28                    | Horizon: An American Saga – Chapter 1                       | USA                           | Regi: Kevin Costner; Med: Kevin Costner, Sienna Miller, Jena Malone, Jamie Campbell Bower                                                          | Drama, Västern              | [ 333 ] [ 334 ]       |
| J U L I               | 3                     | Dumma mej 4                                                 | USA                           | Regi: Chris Renaud & Patrick Delage; Med: Steve Carell, Kristen Wiig, Miranda Cosgrove, Steve Coogan, Pierre Coffin                                | Animerad, Äventyr, Komedi   | [ 335 ] [ 336 ]       |
| J U L I               | 5                     | Mother, Couch                                               | USA · Sverige · Danmark       | Regi: Niclas Larsson; Med: Ellen Burstyn, Ewan McGregor, Rhys Ifans, Lara Flynn Boyle                                                              | Drama, Komedi               | [ 337 ] [ 338 ]       |
| J U L I               | 5                     | Red Island                                                  | Frankrike                     | Regi: Robin Campillo; Med: Nadia Tereszkiewicz, Quim Gutiérrez, Sophie Guillemin, Charlie Vauselle                                                 | Drama                       | [ 339 ] [ 340 ]       |
| J U L I               | 12                    | Fly Me to the Moon                                          | USA                           | Regi: Greg Berlanti; Med: Scarlett Johansson, Channing Tatum, Jim Rash, Woody Harrelson                                                            | Romantik, Komedi            | [ 341 ] [ 342 ]       |
| J U L I               | 12                    | Kill                                                        | Indien                        | Regi: Nikhil Nagesh Bhat; Med: Laksh Lalwani | Action, Thriller            | [ 343 ] [ 344 ]       |
| J U L I               | 12                    | Röd himmel                                                  | Tyskland                      | Regi: Christian Petzold; Med: Paula Beer, Matthias Brandt, Thomas Schubert, Langston Uibel                                                         | Romantik, Drama, Komedi     | [ 345 ] [ 346 ]       |
| J U L I               | 12                    | Twisters                                                    | USA                           | Regi: Lee Isaac Chung; Med: Glen Powell, Daisy Edgar-Jones                                                                                         | Action, Äventyr             | [ 347 ] [ 348 ]       |
| J U L I               | 17                    | Insidan ut 2                                                | USA                           | Regi: Kelsey Mann; Med: Amy Poehler | Animerad, Fantasy, Komedi   | [ 349 ] [ 350 ]       |
| J U L I               | 17                    | Sommartider                                                 | Sverige                       | Regi: Per Simonsson; Med: Phoenix Parnevik, Lancelot Hedman Graaf, Valdemar Wahlbeck                                                               | Drama, Biografi, Musik      | [ 351 ] [ 352 ]       |
| J U L I               | 19                    | Blue Lock the Movie: Episode Nagi                           | Japan                         | Regi: Shunsuke Ishikawa; Med: Nobunaga Shimazaki, Yuki Ono                                                                                         | Animerad, Drama, Sport      | [ 353 ] [ 354 ]       |
| J U L I               | 19                    | Låt mig gå                                                  | Frankrike                     | Regi: Maxime Rappaz; Med: Jeanne Balibar, Thomas Sarbacher, Pierre-Antoine Dubey                                                                   | Romantik, Drama             | [ 355 ] [ 356 ]       |
| J U L I               | 24                    | Deadpool & Wolverine                                        | USA                           | Regi: Shawn Levy; Med: Ryan Reynolds, Hugh Jackman, Emma Corrin                                                                                    | Action, Komedi, Fantasy     | [ 357 ] [ 358 ]       |
| J U L I               | 26                    | Den fallande stjärnan                                       | Frankrike                     | Regi: Dominique Abel & Fiona Gordon; Med: Dominique Abel, Fiona Gordon, Philippe Martz, Bruno Romy                                                 | Thriller, Mysterie          | [ 359 ] [ 360 ]       |
| J U L I               | 31                    | Blackpink World Tour (Born Pink) in Cinemas                 | Sydkorea                      | Regi: Oh Yoon-Dong & Min Geun; Med: | Musik                       | [ 361 ] [ 362 ]       |
| A U G U S T I         | 2                     | Do Not Expect Too Much from the End of the World            | Rumänien                      | Regi: Radu Jude; Med: Ilinca Manolache, Nina Hoss, Ovidiu Pîrsan, Uwe Boll                                                                         | Komedi                      | [ 363 ] [ 364 ]       |
| A U G U S T I         | 2                     | Gudstjänst                                                  | Sverige                       | Regi: Ludvig Gür; Med: Linus Wahlgren, Lisa Henni, Thomas Hanzon                                                                                   | Skräck, Thriller            | [ 365 ] [ 366 ]       |
| A U G U S T I         | 2                     | Love Lies Bleeding                                          | USA                           | Regi: Rose Glass; Med: Kristen Stewart, Jena Malone, Ed Harris                                                                                     | Romantik, Thriller          | [ 367 ] [ 368 ]       |
| A U G U S T I         | 2                     | Sylvanian Families filmen: Den stora gåvojakten             | Japan                         | Regi: Kazuya Konaka; Med: | Animerat, Familj            | [ 369 ] [ 370 ]       |
| A U G U S T I         | 2                     | Trap                                                        | USA                           | Regi: M. Night Shyamalan; Med: Josh Hartnett, Hayley Mills                                                                                         | Thriller, Mysterie          | [ 371 ] [ 372 ]       |
| A U G U S T I         | 7                     | Det slutar med oss                                          | USA                           | Regi: Justin Baldoni; Med: Blake Lively, Jenny Slate, Brandon Sklenar, Justin Baldoni, Hasan Minhaj                                                | Romantik, Drama             | [ 373 ] [ 374 ]       |
| A U G U S T I         | 9                     | Borderlands                                                 | USA                           | Regi: Eli Roth; Med: Kevin Hart, Ariana Greenblatt, Florian Munteanu, Jamie Lee Curtis, Jack Black                                                 | Action, Äventyr, Komedi     | [ 375 ] [ 376 ]       |
| A U G U S T I         | 9                     | Ezra                                                        | USA                           | Regi: Tony Goldwyn; Med: Bobby Cannavale, William A. Fitzgerald, Robert De Niro, Rose Byrne                                                        | Drama, Komedi               | [ 377 ] [ 378 ]       |
| A U G U S T I         | 9                     | Tid att älska                                               | Frankrike                     | Regi: Katell Quillévéré; Med: Anaïs Demoustier, Vincent Lacoste                                                                                    | Romantik, Drama             | [ 379 ] [ 380 ]       |
| A U G U S T I         | 14                    | Alien: Romulus                                              | USA                           | Regi: Fede Alvarez; Med: Isabela Merced, Cailee Spaeny                                                                                             | Skräck, Sci-Fi              | [ 381 ] [ 382 ]       |
| A U G U S T I         | 16                    | Big Boys                                                    | USA                           | Regi: Corey Sherman; Med: Isaac Krasner, David Johnson III, Dora Madison, Justin Baldoni, Emily Deschanel                                          | Drama, Komedi               | [ 383 ] [ 384 ]       |
| A U G U S T I         | 16                    | In Restless Dreams: The Music of Paul Simon                 | USA                           | Regi: Alex Gibney; Med: Paul Simon | Dokumentär, Musik           | [ 385 ] [ 386 ]       |
| A U G U S T I         | 16                    | Maxxxine                                                    | USA                           | Regi: Ti West; Med: Mia Goth, Michelle Monaghan, Kevin Bacon, Elizabeth Debicki                                                                    | Skräck                      | [ 387 ] [ 388 ]       |
| A U G U S T I         | 16                    | Sasquatch Sunset                                            | USA                           | Regi: David Zellner; Med: Nathan Zellner, Riley Keough, Jesse Eisenberg                                                                            | Action, Äventyr, Komedi     | [ 389 ] [ 390 ]       |
| A U G U S T I         | 23                    | The Bikeriders                                              | USA                           | Regi: Jeff Nichols; Med: Boyd Holbrook, Tom Hardy, Michael Shannon, Jodie Comer                                                                    | Drama                       | [ 391 ] [ 392 ]       |
| A U G U S T I         | 23                    | Blink Twice                                                 | USA                           | Regi: Zoë Kravitz; Med: Channing Tatum, Naomi Ackie, Adria Arjona, Christian Slater                                                                | Thriller                    | [ 393 ] [ 394 ]       |
| A U G U S T I         | 23                    | Bröderna Andersson                                          | Sverige                       | Regi: Johanna Bernhardson; Med: Roy Andersson | Dokumentär                  | [ 395 ] [ 396 ]       |
| A U G U S T I         | 23                    | Ett riktigt jobb                                            | Frankrike                     | Regi: Thomas Lilti; Med: Adèle Exarchopoulos, François Cluzet, Louise Bourgoin, Vincent Lacoste                                                    | Drama, Komedi               | [ 397 ] [ 398 ]       |
| A U G U S T I         | 23                    | Little Girl Blue                                            | Frankrike                     | Regi: Mona Achache; Med: Mona Achache, Marion Cotillard, Marie Bunel                                                                               | Drama, Dokumentär           | [ 399 ] [ 400 ]       |
| A U G U S T I         | 23                    | Memory                                                      | USA                           | Regi: Michel Franco; Med: Jessica Chastain, Peter Sarsgaard, Josh Charles, Elsie Fisher                                                            | Drama                       | [ 401 ] [ 402 ]       |
| A U G U S T I         | 23                    | Mickey’s Mouse Trap                                         | Kanada                        | Regi: Jamie Bailey; Med: Simon Phillips, Nick Biskupek, Mireille Gagné                                                                             | Skräck, Thriller, Komedi    | [ 403 ] [ 404 ]       |
| A U G U S T I         | 23                    | Slumpen avgör                                               | Frankrike                     | Regi: Woody Allen; Med: Lou de Laâge, Niels Schneider, Melvil Poupaud, Valérie Lemercier                                                           | Komedi, Kriminal            | [ 405 ] [ 406 ]       |
| A U G U S T I         | 23                    | Vi är fortfarande här / Mii leat ain dás                    | Sverige                       | Regi: Gunilla Bresky; Med: | Dokumentär                  | [ 407 ] [ 408 ]       |
| A U G U S T I         | 30                    | The Crow                                                    | USA                           | Regi: Rupert Sanders; Med: Bill Skarsgård, FKA Twigs, Danny Huston, Sami Bouajila                                                                  | Action, Fantasy, Thriller   | [ 409 ] [ 410 ]       |
| A U G U S T I         | 30                    | Longlegs                                                    | USA                           | Regi: Oz Perkins; Med: Nicolas Cage, Maika Monroe, Alicia Witt, Blair Underwood                                                                    | Skräck, Thriller            | [ 411 ] [ 412 ]       |
| A U G U S T I         | 30                    | Maria Montessori                                            | Frankrike                     | Regi: Léa Todorov; Med: Leïla Bekhti, Jasmine Trinca                                                                                               | Drama                       | [ 413 ] [ 414 ]       |
| A U G U S T I         | 30                    | Sex                                                         | Norge                         | Regi: Dag Johan Haugerud; Med: Jan Gunnar Røise, Thorbjørn Harr, Birgitte Larsen, Siri Forberg                                                     | Romantik, Drama             | [ 415 ] [ 416 ]       |
| A U G U S T I         | 30                    | Shayda                                                      | Australien                    | Regi: Noora Niasari; Med: Zar Amir-Ebrahimi, Leah Purcell, Mojean Aria, Jillian Nguyen                                                             | Drama                       | [ 417 ] [ 418 ]       |
| A U G U S T I         | 30                    | Sirocco och vindarnas rike                                  | Frankrike                     | Regi: Benoît Chieux; Med: | Animerad, Äventyr, Fantasy  | [ 419 ] [ 420 ]       |
| S E P T E M B E R     | 6                     | A New Kind of Wilderness                                    | Norge                         | Regi: Silje Evensmo Jacobsen; Med: | Dokumentär                  | [ 421 ] [ 422 ]       |
| S E P T E M B E R     | 6                     | Animal                                                      | Grekland                      | Regi: Sofia Exarchou; Med: Dimitra Vlagopoulou, Flomaria Papadaki, Ahilleas Hariskos                                                               | Drama                       | [ 423 ] [ 424 ]       |
| S E P T E M B E R     | 6                     | Beetlejuice Beetlejuice                                     | USA                           | Regi: Tim Burton; Med: Michael Keaton, Winona Ryder, Jenna Ortega, Justin Theroux                                                                  | Komedi, Fantasy             | [ 425 ] [ 426 ]       |
| S E P T E M B E R     | 6                     | Blur: Live at Wembley Stadium                               | Storbritannien                | Regi: Toby L.; Med: | Musik                       | [ 427 ] [ 428 ]       |
| S E P T E M B E R     | 6                     | Blur: To the End                                            | Storbritannien                | Regi: Toby L.; Med: Damon Albarn, Graham Coxon, Alex James, Dave Rowntree                                                                          | Dokumentär, Musik           | [ 429 ] [ 430 ]       |
| S E P T E M B E R     | 6                     | Bye Bye Boredom                                             | Sverige                       | Regi: Elina Sahlin; Med: Kiwi Casslind, Kevin Tullgren, Maja Waessman, Electra Hallman, Albin Grenholm, Kalled Mustonen                            | Drama                       | [ 431 ] [ 432 ]       |
| S E P T E M B E R     | 6                     | Femton noll tre nittonde januari två tusen sexton           | Sverige                       | Regi: Marius Dybwad Brandrud & Petra Bauer; Med:                                                                                                   | Dokumentär                  | [ 433 ] [ 434 ]       |
| S E P T E M B E R     | 6                     | Führer och förförare                                        | Tyskland                      | Regi: Joachim Lang; Med: Robert Stadlober, Fritz Karl, Franziska Weisz                                                                             | Historisk, Drama            | [ 435 ] [ 436 ]       |
| S E P T E M B E R     | 6                     | G – 21 scener från Gottsunda                                | Sverige                       | Regi: Loran Batti; Med: | Dokumentär                  | [ 437 ] [ 438 ]       |
| S E P T E M B E R     | 6                     | Konstbluffen                                                | Frankrike                     | Regi: Rémi Bezançon; Med: Vincent Macaigne, Bouli Lanners, Bastien Ughetto                                                                         | Drama, Komedi               | [ 439 ] [ 440 ]       |
| S E P T E M B E R     | 6                     | Äkta skräck                                                 | Sverige                       | Regi: Daniel di Grado; Med: Ava Nikodell, Rebecka Enholm, Rasmus Sintorn Nystedt, Oliver Dagher                                                    | Skräck                      | [ 441 ] [ 442 ]       |
| S E P T E M B E R     | 12                    | Usher: Rendezvous in Paris                                  | USA                           | Regi: Anthony Mandler; Med: Usher | Musik                       | [ 443 ] [ 444 ]       |
| S E P T E M B E R     | 13                    | En liten bit av kakan                                       | Iran                          | Regi: Maryam Moghadam & Behtash Sanaeeha; Med: Lili Farhadpour, Esmaeel Mehrabi                                                                    | Drama, Komedi               | [ 445 ] [ 446 ]       |
| S E P T E M B E R     | 13                    | Guy Manley – A Real Movie                                   | Sverige                       | Regi: David Andersson; Med: Baltazar Ploteau, Anton Sjölund                                                                                        | Action, Komedi              | [ 447 ] [ 448 ]       |
| S E P T E M B E R     | 13                    | I maktens skuggor                                           | Danmark                       | Regi: Mikkel Serup; Med: Anders W. Berthelsen, Nicolas Bro, Charlotte Munck                                                                        | Drama, Thriller             | [ 449 ] [ 450 ]       |
| S E P T E M B E R     | 13                    | Miséria                                                     | Sverige                       | Regi: Liam Norberg; Med: Sebastian Stakset, Ola Rapace, Amanda Renberg, Ulf Stenberg, Felix Engström                                               | Biografi, Drama             | [ 451 ] [ 452 ]       |
| S E P T E M B E R     | 13                    | Nova & Alice                                                | Sverige                       | Regi: Emma Bucht; Med: Hedda Stiernstedt, Josefin Asplund, Johan Rheborg, Adam Pålsson                                                             | Romantik, Drama, Musik      | [ 453 ] [ 454 ]       |
| S E P T E M B E R     | 13                    | Speak No Evil                                               | USA                           | Regi: James Watkins; Med: James McAvoy, Mackenzie Davis                                                                                            | Skräck, Thriller            | [ 455 ] [ 456 ]       |
| S E P T E M B E R     | 13                    | Your Fat Friend                                             | USA                           | Regi: Jeanie Finlay; Med: Aubrey Gordon | Dokumentär, Biografi        | [ 457 ] [ 458 ]       |
| S E P T E M B E R     | 18                    | Jung Kook: I Am Still                                       | Sydkorea                      | Regi: Jun-Soo Park; Med: Jungkook | Dokumentär, Musik           | [ 459 ] [ 460 ]       |
| S E P T E M B E R     | 18                    | The Substance                                               | USA · Storbritannien          | Regi: Coralie Fargeat; Med: Margaret Qualley, Demi Moore, Dennis Quaid, Joseph Balderrama                                                          | Drama, Skräck               | [ 461 ] [ 462 ]       |
| S E P T E M B E R     | 20                    | Green Border                                                | Polen                         | Regi: Agnieszka Holland; Med: Maja Ostaszewska, Tomasz Wlosok, Jasmina Polak                                                                       | Drama                       | [ 463 ] [ 464 ]       |
| S E P T E M B E R     | 20                    | Hollywoodgate                                               | USA                           | Regi: Ibrahim Nash'at; Med: | Dokumentär                  | [ 465 ] [ 466 ]       |
| S E P T E M B E R     | 20                    | Quislings sista dagar                                       | Norge                         | Regi: Erik Poppe; Med: Gard B. Eidsvold, Anders Danielsen Lie, Lisa Carlehed, Lisa Loven Kongsli                                                   | Drama                       | [ 467 ] [ 468 ]       |
| S E P T E M B E R     | 20                    | Transformers One                                            | USA                           | Regi: Josh Cooley; Med: Chris Hemsworth, Brian Tyree Henry, Scarlett Johansson, Keegan-Michael Key, Jon Hamm, Laurence Fishburne                   | Animerad, Action, Sci-Fi    | [ 469 ] [ 470 ]       |
| S E P T E M B E R     | 24                    | Västerhavets hemligheter                                    | Sverige                       | Regi: Tobias Dahlin; Med: | Dokumentär                  | [ 471 ] [ 472 ]       |
| S E P T E M B E R     | 26                    | Paul McCartney and Wings – One Hand Clapping                | Sverige                       | Regi: David Litchfield; Med: Paul McCartney | Dokumentär, Musik           | [ 473 ] [ 474 ]       |
| S E P T E M B E R     | 27                    | Edvin Törnblom – Bögen är lös (i magen)                     | Sverige                       | Regi: ; Med: Edvin Törnblom | Komedi                      | [ 475 ]               |
| S E P T E M B E R     | 27                    | Lee                                                         | USA                           | Regi: Ellen Kuras; Med: Kate Winslet, Marion Cotillard, Alexander Skarsgård, Andrea Riseborough                                                    | Drama, Krig, Historisk      | [ 476 ] [ 477 ]       |
| S E P T E M B E R     | 27                    | Megalopolis                                                 | USA                           | Regi: Francis Ford Coppola; Med: Nathalie Emmanuel, Adam Driver, Forest Whitaker, Jon Voight                                                       | Sci-Fi, Drama               | [ 478 ] [ 479 ]       |
| S E P T E M B E R     | 27                    | Så länge hjärtat slår                                       | Sverige                       | Regi: Ella Lemhagen; Med: Bianca Kronlöf, Vilhelm Blomgren                                                                                         | Drama, Komedi               | [ 480 ] [ 481 ]       |
| O K T O B E R         | 2                     | Joker: Folie à Deux                                         | USA                           | Regi: Todd Phillips; Med: Joaquin Phoenix, Lady Gaga                                                                                               | Drama, Musikal, Thriller    | [ 482 ] [ 483 ]       |
| O K T O B E R         | 4                     | 10 liv                                                      | Storbritannien                | Regi: Christopher Jenkins; Med: Mo Gilligan, Simone Ashley, Sophie Okonedo, Zayn Malik                                                             | Animerad, Komedi, Fantasy   | [ 484 ] [ 485 ]       |
| O K T O B E R         | 4                     | Israel Palestina i svensk tv 1958–1989                      | Sverige                       | Regi: Göran Hugo Olsson; Med: | Dokumentär                  | [ 486 ] [ 487 ]       |
| O K T O B E R         | 4                     | Jag är kvinna                                               | Polen                         | Regi: Michal Englert & Małgorzata Szumowska; Med: Malgorzata Hajewska, Joanna Kulig, Mateusz Wieclawek                                             | Drama                       | [ 488 ] [ 489 ]       |
| O K T O B E R         | 11                    | The Apprentice                                              | USA                           | Regi: Ali Abbasi; Med: Sebastian Stan, Maria Bakalova, Jeremy Strong, Martin Donovan                                                               | Biografi, Historisk, Drama  | [ 490 ] [ 491 ]       |
| O K T O B E R         | 11                    | Critical Zone                                               | Iran                          | Regi: Ali Ahmadzadeh; Med: | Drama, Sci-Fi               | [ 492 ] [ 493 ]       |
| O K T O B E R         | 11                    | En kväll för LeMarc                                         | Sverige                       | Regi: ; Med: Moonica Mac, Plura Jonsson, Peter Jöback, Lisa Nilsson                                                                                | Musik                       | [ 494 ]               |
| O K T O B E R         | 11                    | Det kunde varit vi                                          | Sverige                       | Regi: Björn Tjärnberg & Rebecca Brander; Med: | Dokumentär                  | [ 495 ] [ 496 ]       |
| O K T O B E R         | 11                    | Lilla spöket Laban spökar igen                              | Sverige                       | Regi: Lasse Persson; Med: | Animerad, Familj            | [ 497 ] [ 498 ]       |
| O K T O B E R         | 11                    | My Hero Academia: You’re Next                               | Japan                         | Regi: Tensai Okamura; Med: Kaito Ishikawa, Yûki Kaji, Kenta Miyake, Mamoru Miyano                                                                  | Animerad, Action, Äventyr   | [ 499 ] [ 500 ]       |
| O K T O B E R         | 11                    | Sabaton – The Tour to End All Tours                         | Sverige                       | Regi: Jens de Vos; Med: | Dokumentär, Musik           | [ 501 ] [ 502 ]       |
| O K T O B E R         | 11                    | Saturday Night                                              | USA                           | Regi: Jason Reitman; Med: Gabriel LaBelle, Rachel Sennott, Cory Michael Smith, Ella Hunt, Dylan O'Brien, Lamorne Morris                            | Biografi, Drama, Komedi     | [ 503 ]               |
| O K T O B E R         | 11                    | Vägen till ingenstans                                       | Sverige                       | Regi: Johan Palmgren; Med: | Dokumentär                  | [ 504 ] [ 505 ]       |
| O K T O B E R         | 18                    | A Different Man                                             | USA                           | Regi: Aaron Schimberg; Med: Sebastian Stan, Adam Pearson, Renate Reinsve                                                                           | Drama, Komedi, Thriller     | [ 506 ] [ 507 ]       |
| O K T O B E R         | 18                    | Kneecap                                                     | Irland                        | Regi: Rich Peppiatt; Med: Móglaí Bap, Mo Chara, DJ Próvai, Simone Kirby, Michael Fassbender                                                        | Drama, Komedi               | [ 508 ] [ 509 ]       |
| O K T O B E R         | 18                    | Lasse-Majas detektivbyrå – Maskoten som försvann            | Sverige                       | Regi: Tina Mackic; Med: Mario Mustafa, Elma Säterhagen Lekander, Henrik Hjelt                                                                      | Familj, Äventyr, Mysterie   | [ 510 ] [ 511 ]       |
| O K T O B E R         | 18                    | National Anthem                                             | USA                           | Regi: Luke Gilford; Med: Charlie Plummer, Mason Alexander Park, Robyn Lively, Eve Lindley                                                          | Drama                       | [ 512 ] [ 513 ]       |
| O K T O B E R         | 18                    | Smile 2                                                     | USA                           | Regi: Parker Finn; Med: Kyle Gallner, Naomi Scott, Rosemarie DeWitt, Lukas Gage                                                                    | Skräck                      | [ 514 ] [ 515 ]       |
| O K T O B E R         | 18                    | Super/Man: The Christopher Reeve Story                      | USA                           | Regi: Ian Bonhôte & Peter Ettedgui; Med: Christopher Reeve                                                                                         | Dokumentär, Biografi        | [ 516 ] [ 517 ]       |
| O K T O B E R         | 18                    | Tatami                                                      | USA                           | Regi: Zar Amir Ebrahimi; Med: Zar Amir Ebrahimi, Guy Nattiv, Arienne Mandi, Jaime Ray Newman, Nadine Marshall                                      | Thriller                    | [ 518 ] [ 519 ]       |
| O K T O B E R         | 18                    | Virgo                                                       | Sverige                       | Regi: Parker Finn; Med: Kyle Gallner, Naomi Scott                                                                                                  | Skräck                      | [ 520 ] [ 521 ]       |
| O K T O B E R         | 23                    | Venom: The Last Dance                                       | USA                           | Regi: Kelly Marcel; Med: Tom Hardy, Juno Temple, Chiwetel Ejiofor                                                                                  | Action, Äventyr, Sci-Fi     | [ 522 ] [ 523 ]       |
| O K T O B E R         | 25                    | Armand                                                      | Norge                         | Regi: Halfdan Ullman Tøndel; Med: Renate Reinsve, Ellen Dorrit Petersen, Janne Heltberg, Øystein Røger                                             | Drama                       | [ 524 ] [ 525 ]       |
| O K T O B E R         | 25                    | The Dear John Letter                                        | Sverige                       | Regi: Bill Watts; Med: | Dokumentär                  | [ 526 ] [ 527 ]       |
| O K T O B E R         | 25                    | Den vilda roboten                                           | USA                           | Regi: Chris Sanders; Med: | Animerad, Äventyr, Sci-Fi   | [ 528 ] [ 529 ]       |
| O K T O B E R         | 25                    | Project Silence                                             | Sydkorea                      | Regi: Kim Tae-gon; Med: Sun-kyun Lee, Ju Ji-hoon                                                                                                   | Action, Skräck, Thriller    | [ 530 ] [ 531 ]       |
| O K T O B E R         | 25                    | The Room Next Door                                          | Spanien                       | Regi: Pedro Almodóvar; Med: Julianne Moore, Tilda Swinton, Alessandro Nivola, John Turturro                                                        | Drama                       | [ 532 ] [ 533 ]       |
| O K T O B E R         | 25                    | Terrifier 3                                                 | USA                           | Regi: Damien Leone; Med: David Howard Thornton, Lauren LaVera, Samantha Scaffidi, Chris Jericho                                                    | Skräck                      | [ 534 ] [ 535 ]       |
| N O V E M B E R       | 1                     | Bambi – En saga om livet i skogen                           | Frankrike                     | Regi: Michel Fessler; Med: Mylène Farmer | Äventyr, Drama, Familj      | [ 536 ] [ 537 ]       |
| N O V E M B E R       | 1                     | Dahomey                                                     | Frankrike                     | Regi: Mati Diop; Med: | Dokumentär                  | [ 538 ] [ 539 ]       |
| N O V E M B E R       | 1                     | The Silent Hour                                             | USA                           | Regi: Brad Anderson; Med: Joel Kinnaman, Mark Strong, Mekhi Phifer, Sandra Mae Frank                                                               | Action, Thriller            | [ 540 ] [ 541 ]       |
| N O V E M B E R       | 1                     | We Live in Time                                             | Storbritannien                | Regi: John Crowley; Med: Florence Pugh, Andrew Garfield, Adam James, Marama Corlett                                                                | Drama, Romantik             | [ 542 ] [ 543 ]       |
| N O V E M B E R       | 1                     | XXL                                                         | Sverige                       | Regi: Kim Ekberg & Sawandi Groskind; Med: Astrid Drettner, Georgios Giokotos                                                                       | Komedi                      | [ 544 ] [ 545 ]       |
| N O V E M B E R       | 8                     | Club Zero                                                   | Österrike                     | Regi: Jessica Hausner; Med: Mia Wasikowska, Sidse Babett Knudsen, Amir El-Masry                                                                    | Drama, Komedi, Thriller     | [ 546 ] [ 547 ]       |
| N O V E M B E R       | 8                     | Det omätbara                                                | Sverige                       | Regi: Nils Petter Löfstedt; Med: | Dokumentär                  | [ 548 ] [ 549 ]       |
| N O V E M B E R       | 8                     | Niko – Beyond the Northern Lights                           | Finland                       | Regi: Kari Juusonen; Med: | Animerad, Äventyr, Fantasy  | [ 550 ] [ 551 ]       |
| N O V E M B E R       | 8                     | Red One                                                     | USA                           | Regi: Jake Kasdan; Med: Dwayne Johnson, Chris Evans, J.K. Simmons, Lucy Liu                                                                        | Action, Äventyr, Komedi     | [ 552 ] [ 553 ]       |
| N O V E M B E R       | 8                     | Uppdrag Beirut                                              | Sydkorea                      | Regi: Kim Seong-hun; Med: Burn Gorman, Ju Ji-hoon, Marcin Dorocinski, Jung-woo Ha                                                                  | Action, Komedi, Thriller    | [ 554 ] [ 555 ]       |
| N O V E M B E R       | 8                     | Woman of the Hour                                           | USA                           | Regi: Anna Kendrick; Med: Anna Kendrick, Tony Hale, Daniel Zovatto, Nicolette Robinson                                                             | Drama, Kriminal, Mysterie   | [ 556 ] [ 557 ]       |
| N O V E M B E R       | 14                    | Gladiator II                                                | USA                           | Regi: Ridley Scott; Med: Paul Mescal, Barry Keoghan, Denzel Washington                                                                             | Action, Äventyr, Drama      | [ 558 ] [ 559 ]       |
| N O V E M B E R       | 15                    | Blitz                                                       | Storbritannien                | Regi: Steve McQueen; Med: Saoirse Ronan, Harris Dickinson, Stephen Graham, Erin Kellyman                                                           | Drama, Krig, Historisk      | [ 560 ] [ 561 ]       |
| N O V E M B E R       | 15                    | Den svenska torpeden                                        | Sverige                       | Regi: Frida Kempff; Med: Josefin Neldén, Lisa Carlehed, Mikkel Boe Følsgaard                                                                       | Drama, Sport                | [ 562 ] [ 563 ]       |
| N O V E M B E R       | 15                    | Echo anropar Delta                                          | Kanada                        | Regi: Patrick Boivin; Med: Maxim Gaudette | Drama, Familj, Sci-fi       | [ 564 ] [ 565 ]       |
| N O V E M B E R       | 15                    | Flow – Katten som slutade vara rädd för vatten              | Belgien                       | Regi: Gints Zilbalodis; Med: | Animerad, Äventyr, Fantasy  | [ 566 ] [ 567 ]       |
| N O V E M B E R       | 22                    | Bride Kidnapping                                            | Kirgizistan                   | Regi: Mirlan Abdykalykov; Med: Akak Berdibekova, Elchibek Shamenov                                                                                 | Drama, Thriller             | [ 568 ] [ 569 ]       |
| N O V E M B E R       | 22                    | Ernest Cole: Lost and Found                                 | USA                           | Regi: Raoul Peck; Med: Lakeith Stanfield | Dokumentär                  | [ 570 ] [ 571 ]       |
| N O V E M B E R       | 22                    | Heretic                                                     | USA                           | Regi: Scott Beck; Med: Bryan Woods, Hugh Grant, Sophie Thatcher, Chloe East                                                                        | Skräck, Thriller            | [ 572 ] [ 573 ]       |
| N O V E M B E R       | 22                    | Occupied City                                               | Storbritannien                | Regi: Steve McQueen; Med: | Dokumentär, Historisk       | [ 574 ] [ 575 ]       |
| N O V E M B E R       | 22                    | Under trottoaren – stranden                                 | Sverige                       | Regi: Henrik Hellström; Med: Malin Alm, Fredrik Lycke, Torsten Rönnerstrand                                                                        | Drama                       | [ 576 ] [ 577 ]       |
| N O V E M B E R       | 22                    | Wicked                                                      | USA                           | Regi: Jon M. Chu; Med: Ariana Grande, Cynthia Erivo                                                                                                | Drama, Komedi, Musikal      | [ 578 ] [ 579 ]       |
| N O V E M B E R       | 22                    | Without Air                                                 | Ungern                        | Regi: Katalin Moldovai; Med: Ágnes Krasznahorkai, Tunde Skovran, Áron Dimény                                                                       | Drama                       | [ 580 ] [ 581 ]       |
| N O V E M B E R       | 29                    | Döda män i skidspåret                                       | Norge                         | Regi: Daniel Anda & Ruben Anda; Med: Eivind Sander, Per Christian Ellefsen, Ingar Helge Gimle, Stig Henrik Hoff                                    | Komedi, Mysterie            | [ 582 ] [ 583 ]       |
| N O V E M B E R       | 29                    | Efterträdaren                                               | Frankrike                     | Regi: Xavier Legrand; Med: Marc-André Grondin, Yves Jacques, Anne-Élisabeth Bossé, Vincent Leclerc                                                 | Drama, Thriller             | [ 584 ] [ 585 ]       |
| N O V E M B E R       | 29                    | Gula änkan                                                  | USA                           | Regi: Thomas Napper; Med: Haley Bennett, Ben Miles, Sam Riley, Tom Sturridge                                                                       | Drama, Biografi             | [ 586 ] [ 587 ]       |
| N O V E M B E R       | 29                    | Human Forever                                               | USA                           | Regi: Jonathan de Jong; Med: | Dokumentär                  | [ 588 ] [ 589 ]       |
| N O V E M B E R       | 29                    | In a Violent Nature                                         | Kanada                        | Regi: Chris Nash; Med: Ry Barrett, Andrea Pavlovic, Cameron Love, Charlotte Creaghan                                                               | Skräck, Drama, Thriller     | [ 590 ] [ 591 ]       |
| N O V E M B E R       | 29                    | Snoris och Plaskis – Mysteriet med de försvinnande hålen    | Finland                       | Regi: Teemu Nikki; Med: Kati Outinen, Pekka Strang, Sampo Sarkola, Jari Virman                                                                     | Äventyr, Komedi, Familj     | [ 592 ] [ 593 ]       |
| N O V E M B E R       | 29                    | Vaiana 2                                                    | USA                           | Regi: Dave Derrick Jr.; Med: Auliʻi Cravalho, Dwayne Johnson                                                                                       | Animerad, Äventyr, Fantasy  | [ 594 ] [ 595 ]       |
| D E C E M B E R       | 5                     | RM: Right People, Wrong Place                               | Sydkorea                      | Regi: Seok-jun Lee; Med: RM | Dokumentär                  | [ 596 ] [ 597 ]       |
| D E C E M B E R       | 6                     | Anora                                                       | USA                           | Regi: Sean Baker; Med: Mikey Madison, Mark Eydelshteyn, Yura Borisov, Ivy Wolk                                                                     | Romantik, Drama, Komedi     | [ 598 ] [ 599 ]       |
| D E C E M B E R       | 6                     | De humani corporis fabrica                                  | Frankrike                     | Regi: Lucien Castaing-Taylor & Verena Paravel; Med:                                                                                                | Dokumentär                  | [ 600 ] [ 601 ]       |
| D E C E M B E R       | 6                     | The Executioner                                             | Sydkorea                      | Regi: Seung-wan Ryoo; Med: Jeong-min Hwang, Jung Hae-in, Ahn Bo-hyun                                                                               | Action, Komedi, Thriller    | [ 602 ] [ 603 ]       |
| D E C E M B E R       | 6                     | Jönssonligan kommer tillbaka                                | Sverige                       | Regi: Eddie Åhgren; Med: Robert Gustafsson, Jonas Karlsson, Anders Jansson, Jennie Silfverhjelm                                                    | Komedi                      | [ 604 ] [ 605 ]       |
| D E C E M B E R       | 6                     | Solo Leveling: ReAwakening                                  | Japan                         | Regi: Shunsuke Nakashige; Med: | Animerad, Action, Äventyr   | [ 606 ] [ 607 ]       |
| D E C E M B E R       | 11                    | NCT Dream Mystery Lab: Dream()scape in Cinemas              | Sydkorea                      | Regi: Oh Yoon-Dong; Med: | Dokumentär, Musik           | [ 608 ] [ 609 ]       |
| D E C E M B E R       | 13                    | Family Time                                                 | Finland                       | Regi: Tia Kouvo; Med: Ria Kataja, Elina Knihtilä, Tom Wentzel, Jarkko Pajunen                                                                      | Drama, Komedi               | [ 610 ] [ 611 ]       |
| D E C E M B E R       | 13                    | Kraven the Hunter                                           | USA                           | Regi: J. C. Chandor; Med: Aaron Taylor-Johnson, Russell Crowe, Fred Hechinger, Ariana DeBose, Christopher Abbott, Alessandro Nivola, Russell Crowe | Action, Äventyr, Sci-Fi     | [ 612 ] [ 613 ]       |
| D E C E M B E R       | 13                    | Levande och döda i Winsford                                 | Storbritannien                | Regi: Caroline Ingvarsson; Med: Ia Langhammer, Thomas W. Gabrielsson, Mirja Turestedt                                                              | Drama, Thriller             | [ 614 ] [ 615 ]       |
| D E C E M B E R       | 13                    | Sagan om ringen: Striden vid Rohan                          | USA                           | Regi: Kenji Kamiyama; Med: Brian Cox, Miranda Otto, Luke Pasqualino                                                                                | Animerad, Action, Äventyr   | [ 616 ] [ 617 ]       |
| D E C E M B E R       | 13                    | Sankta Lucia                                                | Sverige                       | Regi: Viking Almquist; Med: Sanne Broström, Niki Löfberg, Klara Ljungdahl                                                                          | Skräck                      | [ 618 ] [ 619 ]       |
| D E C E M B E R       | 13                    | Strange Darling                                             | USA                           | Regi: JT Mollner; Med: Willa Fitzgerald, Kyle Gallner, Barbara Hershey, Ed Begley Jr.                                                              | Thriller                    | [ 620 ] [ 621 ]       |
| D E C E M B E R       | 18                    | Mufasa: Lejonkungen                                         | USA                           | Regi: Barry Jenkins; Med: Seth Rogen, Billy Eichner, Seth Rogen                                                                                    | Animerad, Äventyr, Komedi   | [ 622 ] [ 623 ]       |
| D E C E M B E R       | 20                    | Parthenope – Neapels hjärta                                 | Italien · Frankrike           | Regi: Paolo Sorrentino; Med: Gary Oldman, Stefania Sandrelli, Isabella Ferrari, Luisa Ranieri                                                      | Drama, Fantasy              | [ 624 ] [ 625 ]       |
| D E C E M B E R       | 20                    | Konklaven                                                   | USA                           | Regi: Edward Berger; Med: Ralph Fiennes, Stanley Tucci, John Lithgow, Isabella Rossellini                                                          | Drama, Thriller             | [ 626 ] [ 627 ]       |
| D E C E M B E R       | 25                    | Better Man                                                  | USA                           | Regi: Michael Gracey; Med: Robbie Williams, Jonno Davies, Steve Pemberton, Alison Steadman                                                         | Biografi, Drama, Musik      | [ 628 ] [ 629 ]       |
| D E C E M B E R       | 25                    | Elevation                                                   | USA                           | Regi: George Nolfi; Med: Anthony Mackie, Morena Baccarin, Maddie Hasson, Tony Goldwyn                                                              | Sci-Fi, Action, Thriller    | [ 630 ] [ 631 ]       |
| D E C E M B E R       | 25                    | Sonic the Hedgehog 3                                        | USA · Japan                   | Regi: Jeff Fowler; Med: Ben Schwartz, Idris Elba, Jim Carrey, Keanu Reeves                                                                         | Action, Äventyr, Komedi     | [ 632 ] [ 633 ]       |
| D E C E M B E R       | 25                    | Super-Charlie                                               | Sverige                       | Regi: Jon Holmberg; Med: Silas Strand, Orlando Wahlsteen, Ulla Skoog, Tuva Novotny, Sven Björklund                                                 | Animerad, Action, Familj    | [ 634 ] [ 635 ]       |

### Fotnoter
1. ↑  ”2024 Worldwide Box Office”. Box Office Mojo. https://www.boxofficemojo.com/year/world/2024/. Läst 18 april 2025.
2. ↑  ”'Inside Out 2' passes 'Incredibles 2' as biggest Pixar box office hit” (på engelska). EW.com. https://ew.com/highest-grossing-pixar-movie-inside-out-2-box-office-8676146. Läst 1 augusti 2024.
3. ↑  Nancy Tartaglione (30 juni 2024). ”‘Inside Out 2’ Out Of This World!: Sequel Crosses $1B Global Box Office; Fastest Animated Movie Ever To Milestone” (på amerikansk engelska). Deadline. https://deadline.com/2024/06/inside-out-2-1-billion-global-box-office-1235997925/. Läst 1 augusti 2024.
4. ↑  ”"Insidan ut 2" slår enormt rekord - blir största animerade filmen genom tiderna”. MovieZine. https://www.moviezine.se/nyheter/insidan-ut-2-slar-enormt-rekord-blir-storsta-animerade-filmen-genom-tiderna. Läst 1 augusti 2024.
5. ↑  Rahul Malhotra (16 juni 2024). ”‘Bad Boys: Ride or Die’ Blazes Past Huge Global Box Office Milestone” (på engelska). Collider. https://collider.com/bad-boys-ride-or-die-global-box-office-214-million/. Läst 1 augusti 2024.
6. ↑  Brent Lang (14 juli 2024). ”‘Despicable Me’ Is the First Animated Franchise in History to Cross $5 Billion” (på amerikansk engelska). Variety. https://variety.com/2024/film/news/despicable-me-4-international-box-office-twisters-foreign-results-1236071660/. Läst 1 augusti 2024.
7. ↑  Rahul Malhotra (27 maj 2024). ”‘Godzilla x Kong: The New Empire’ Is Falling Tragically Short of Two Box Office Milestones, and Time Is Running Out” (på engelska). Collider. https://collider.com/godzilla-x-kong-the-new-empire-global-box-office-564-million/. Läst 1 augusti 2024.
8. ↑  Jamie Lang (25 mars 2024). ”'Kung Fu Panda 4' Pushes Franchise Past $2 Billion With Impressive Third Weekend” (på amerikansk engelska). Cartoon Brew. https://www.cartoonbrew.com/box-office-report/kung-fu-panda-4-pushes-franchise-past-2-billion-with-impressive-third-weekend-239293.html. Läst 1 augusti 2024.
9. ↑  Nancy Tartaglione (5 januari 2025). ”‘Sonic The Hedgehog’ Franchise Zooms Past $1B Global Box Office” (på amerikansk engelska). Deadline. https://deadline.com/2025/01/sonic-the-hedgehog-franchise-one-billion-global-box-office-milestone-1236246684/. Läst 18 april 2025.
10. ↑  Marcus Jones (21 februari 2023). ”The Golden Globes Announce 2024 Ceremony Will Be Back on First Sunday of the Year” (på amerikansk engelska). IndieWire. https://www.indiewire.com/awards/industry/2024-golden-globes-first-sunday-in-january-1234811906/. Läst 16 december 2023.
11. ↑  Beatrice Verhoeven (18 maj 2023). ”Critics Choice Association Sets 2024 Awards Date” (på amerikansk engelska). The Hollywood Reporter. https://www.hollywoodreporter.com/movies/movie-news/critics-choice-awards-2024-date-1235495338/. Läst 16 december 2023.
12. ↑  Mia Galuppo (11 maj 2023). ”Sundance Sets Dates for 2024 Festival” (på amerikansk engelska). The Hollywood Reporter. https://www.hollywoodreporter.com/business/business-news/sundance-announces-dates-for-2024-festival-1235484733/. Läst 16 december 2023.
13. ↑  ”Guldbaggegalan 2024 - här är årets nomineringar”. MovieZine. https://www.moviezine.se/nyheter/guldbaggegalan-2024-har-ar-arets-nomineringar. Läst 16 december 2023.
14. ↑  ”Norsk zombiefilm inviger Göteborg Film Festival 2024”. MovieZine. https://www.moviezine.se/nyheter/zombiefilmen-hanteringen-av-ododa-inviger-goteborg-film-festival. Läst 16 december 2023.
15. ↑  ”Festivalen” (på engelska). Göteborg Film Festival. Arkiverad från originalet den 16 december 2023. https://web.archive.org/web/20231216112300/https://goteborgfilmfestival.se/festivalen/. Läst 16 december 2023.
16. ↑  Ellie Calnan. ”Berlinale sets 2024 dates; reveals 2023 ticket sales” (på engelska). Screendaily. https://www.screendaily.com/news/berlinale-sets-2024-dates-reveals-2023-ticket-sales/5179728.article. Läst 16 december 2023.
17. ↑  Georg Szalai (31 maj 2023). ”BAFTA Sets 2024 Film Awards Date, Keeping Ceremony in Traditional February Slot” (på amerikansk engelska). The Hollywood Reporter. https://www.hollywoodreporter.com/movies/movie-news/bafta-awards-2024-film-february-oscars-1235504148/. Läst 16 december 2023.
18. ↑  Tyler Coates (16 maj 2023). ”Screen Actors Guild Awards Set 2024 Date” (på amerikansk engelska). The Hollywood Reporter. https://www.hollywoodreporter.com/movies/movie-news/sag-awards-2024-date-1235492232/. Läst 16 december 2023.
19. ↑  Missy Schwartz (24 april 2023). ”96th Academy Awards to Air on March 10, 2024” (på amerikansk engelska). TheWrap. https://www.thewrap.com/oscars-2024-date-academy-awards/. Läst 16 december 2023.
20. ↑  Elsa Keslassy (6 juni 2023). ”Cannes Film Festival Sets Dates for 2024 Edition” (på amerikansk engelska). Variety. https://variety.com/2023/film/global/cannes-film-festival-dates-2024-edition-1235634266/. Läst 16 december 2023.
21. 1 2  Ben Dalton. ”2024 film festivals and markets calendar: latest dates” (på engelska). Screendaily. https://www.screendaily.com/news/2024-film-festivals-and-markets-calendar-latest-dates/5188083.article. Läst 26 maj 2024.
22. ↑  ”Fyra små vuxna (2023)”. Internet Movie Database. http://www.imdb.com/title/tt13868030/.
23. ↑  ”Fyra små vuxna (2023)”. MovieZine. https://www.moviezine.se/movies/fyra-sma-manniskor.
24. ↑  ”Hov1 4-Ever (2024)”. Internet Movie Database. http://www.imdb.com/title/tt30498554/.
25. ↑  ”Hov1 4-Ever (2024)”. MovieZine. https://www.moviezine.se/movies/hov1-4-ever.
26. ↑  ”The Holdovers (2023)”. Internet Movie Database. http://www.imdb.com/title/tt14849194/.
27. ↑  ”The Holdovers (2023)”. MovieZine. https://www.moviezine.se/movies/the-holdovers.
28. ↑  ”Power Alley (2023)”. Internet Movie Database. http://www.imdb.com/title/tt10037498/.
29. ↑  ”Power Alley (2023)”. MovieZine. https://www.moviezine.se/movies/power-alley.
30. ↑  ”Perfect Days (2023)”. Internet Movie Database. http://www.imdb.com/title/tt27503384/.
31. ↑  ”Perfect Days (2023)”. MovieZine. https://www.moviezine.se/movies/perfect-days.
32. ↑  ”The Animal Kingdom (2023)”. Internet Movie Database. http://www.imdb.com/title/tt16606592/.
33. ↑  ”The Animal Kingdom (2023)”. MovieZine. https://www.moviezine.se/movies/the-animal-kingdom.
34. ↑  ”Det ensamma slottet i spegeln (2022)”. Internet Movie Database. http://www.imdb.com/title/tt22868842/.
35. ↑  ”Det ensamma slottet i spegeln (2022)”. MovieZine. https://www.moviezine.se/movies/det-ensamma-slottet-i-spegeln.
36. ↑  ”Mean Girls (2024)”. Internet Movie Database. http://www.imdb.com/title/tt11762114/.
37. ↑  ”Mean Girls (2024)”. MovieZine. https://www.moviezine.se/movies/mean-girls-2024.
38. ↑  ”Next Goal Wins (2023)”. Internet Movie Database. http://www.imdb.com/title/tt10767052/.
39. ↑  ”Next Goal Wins (2023)”. MovieZine. https://www.moviezine.se/movies/next-goal-wins-2023.
40. ↑  ”Anyone But You (2023)”. Internet Movie Database. http://www.imdb.com/title/tt26047818/.
41. ↑  ”Anyone But You (2023)”. MovieZine. https://www.moviezine.se/movies/anyone-but-you.
42. ↑  ”Djungelgänget – På äventyr jorden runt 2 (2023)”. Internet Movie Database. http://www.imdb.com/title/tt21810762/.
43. ↑  ”Djungelgänget – På äventyr jorden runt 2 (2023)”. MovieZine. https://www.moviezine.se/movies/djungelganget-pa-aventyr-jorden-runt.
44. ↑  ”The Eternal Memory (2023)”. Internet Movie Database. http://www.imdb.com/title/tt24082488/.
45. ↑  ”The Eternal Memory (2023)”. MovieZine. https://www.moviezine.se/movies/the-eternal-memory.
46. ↑  ”Ett hjärta är alltid rött (2024)”. Svensk Filmdatabas. http://www.svenskfilmdatabas.se/sv/item/?type=film&itemid=687720.
47. ↑  ”Ett hjärta är alltid rött (2024)”. MovieZine. https://www.moviezine.se/movies/ett-hjarta-ar-alltid-rott.
48. ↑  ”Purpurfärgen (2023)”. Internet Movie Database. http://www.imdb.com/title/tt1200263/.
49. ↑  ”Purpurfärgen (2023)”. MovieZine. https://www.moviezine.se/movies/color-purple.
50. ↑  ”Stockholm Bloodbath (2024)”. Internet Movie Database. http://www.imdb.com/title/tt18163814/.
51. ↑  ”Stockholm Bloodbath (2024)”. MovieZine. https://www.moviezine.se/movies/stockholms-blodbad.
52. ↑  ”24 timmar i New York (2023)”. Internet Movie Database. http://www.imdb.com/title/tt22777288/.
53. ↑  ”24 timmar i New York (2023)”. MovieZine. https://www.moviezine.se/movies/24-timmar-i-new-york.
54. ↑  ”Carnifex (2022)”. Internet Movie Database. http://www.imdb.com/title/tt18252340/.
55. ↑  ”Carnifex (2022)”. MovieZine. https://www.moviezine.se/movies/carnifex.
56. ↑  ”The Old Oak (2023)”. Internet Movie Database. http://www.imdb.com/title/tt19883634/.
57. ↑  ”The Old Oak (2023)”. MovieZine. https://www.moviezine.se/movies/the-old-oak.
58. ↑  ”Poor Things (2023)”. Internet Movie Database. http://www.imdb.com/title/tt14230458/.
59. ↑  ”Poor Things (2023)”. MovieZine. https://www.moviezine.se/movies/poor-things.
60. ↑  ”Argylle (2024)”. Internet Movie Database. http://www.imdb.com/title/tt15009428/.
61. ↑  ”Argylle (2024)”. MovieZine. https://www.moviezine.se/movies/argylle.
62. ↑  ”Dream Scenario (2023)”. Internet Movie Database. http://www.imdb.com/title/tt21942866/.
63. ↑  ”Dream Scenario (2023)”. MovieZine. https://www.moviezine.se/movies/dream-scenario.
64. ↑  ”Fjärilen Patrik på äventyr (2023)”. Internet Movie Database. http://www.imdb.com/title/tt8434394/.
65. ↑  ”Fjärilen Patrik på äventyr (2023)”. MovieZine. https://www.moviezine.se/movies/fjarilen-patrik-pa-aventyr.
66. ↑  ”Lassie – Ett nytt äventyr (2023)”. Internet Movie Database. http://www.imdb.com/title/tt23023256/.
67. ↑  ”Lassie – Ett nytt äventyr (2023)”. MovieZine. https://www.moviezine.se/movies/lassie-ett-nytt-aventyr.
68. ↑  ”När Sophia mötte Sylvain (2023)”. Internet Movie Database. http://www.imdb.com/title/tt22487338/.
69. ↑  ”När Sophia mötte Sylvain (2023)”. MovieZine. https://www.moviezine.se/movies/the-nature-of-love.
70. ↑  ”Upproret (2023)”. Internet Movie Database. http://www.imdb.com/title/tt14509240/.
71. ↑  ”Upproret (2023)”. MovieZine. https://www.moviezine.se/movies/upproret.
72. ↑  ”Je'vida (2023)”. Internet Movie Database. http://www.imdb.com/title/tt22263934/.
73. ↑  ”Je'vida (2023)”. MovieZine. https://www.moviezine.se/movies/je-vida.
74. ↑  ”Jakten på Sveriges Provence (2024)”. Svensk Filmdatabas. http://www.svenskfilmdatabas.se/sv/item/?type=film&itemid=691573.
75. ↑  ”Jakten på Sveriges Provence (2024)”. MovieZine. https://www.moviezine.se/movies/jakten-pa-sveriges-provence.
76. ↑  ”Arne Alligator och djungelkompisarna (2024)”. Svensk Filmdatabas. http://www.svenskfilmdatabas.se/sv/item/?type=film&itemid=692980.
77. ↑  ”Arne Alligator och djungelkompisarna (2024)”. MovieZine. https://www.moviezine.se/movies/arne-alligator-och-djungelkompisarna.
78. ↑  ”Düsseldorf, Skåne (2024)”. Svensk Filmdatabas. http://www.svenskfilmdatabas.se/sv/item/?type=film&itemid=667003.
79. ↑  ”Düsseldorf, Skåne (2024)”. MovieZine. https://www.moviezine.se/movies/dusseldorf-skane.
80. ↑  ”Greta Gris biofest (2024)”. Internet Movie Database. http://www.imdb.com/title/tt30469484/.
81. ↑  ”Greta Gris biofest (2024)”. MovieZine. https://www.moviezine.se/movies/greta-gris-biofest.
82. ↑  ”Håkan Bråkan 2 (2024)”. Internet Movie Database. http://www.imdb.com/title/tt26547948/.
83. ↑  ”Håkan Bråkan 2 (2024)”. MovieZine. https://www.moviezine.se/movies/hakan-brakan-2.
84. ↑  ”Smoke Sauna Sisterhood (2023)”. Internet Movie Database. http://www.imdb.com/title/tt23640230/.
85. ↑  ”Smoke Sauna Sisterhood (2023)”. MovieZine. https://www.moviezine.se/movies/smoke-sauna-sisterhood.
86. ↑  ”The Stones and Brian Jones (2023)”. Internet Movie Database. http://www.imdb.com/title/tt27696645/.
87. ↑  ”The Stones and Brian Jones (2023)”. MovieZine. https://www.moviezine.se/movies/the-stones-and-brian-jones.
88. ↑  ”The Zone of Interest (2023)”. Internet Movie Database. http://www.imdb.com/title/tt7160372/.
89. ↑  ”The Zone of Interest (2023)”. MovieZine. https://www.moviezine.se/movies/the-zone-of-interest.
90. ↑  ”Bob Marley: One Love (2024)”. Internet Movie Database. http://www.imdb.com/title/tt8521778/.
91. ↑  ”Bob Marley: One Love (2024)”. MovieZine. https://www.moviezine.se/movies/bob-marley-one-love.
92. ↑  ”Madame Web (2024)”. Internet Movie Database. http://www.imdb.com/title/tt11057302/.
93. ↑  ”Madame Web (2024)”. MovieZine. https://www.moviezine.se/movies/madame-web.
94. ↑  ”Bastarden (2023)”. Internet Movie Database. http://www.imdb.com/title/tt20561198/.
95. ↑  ”Bastarden (2023)”. MovieZine. https://www.moviezine.se/movies/bastarden.
96. ↑  ”Lärarrummet (2023)”. Internet Movie Database. http://www.imdb.com/title/tt26612950/.
97. ↑  ”Lärarrummet (2023)”. MovieZine. https://www.moviezine.se/movies/the-teachers-lounge-2023.
98. ↑  ”Megaheartz (2023)”. Svensk Filmdatabas. http://www.svenskfilmdatabas.se/sv/item/?type=film&itemid=647947.
99. ↑  ”Megaheartz (2023)”. MovieZine. https://www.moviezine.se/movies/megaheartz.
100. ↑  ”Ombord på Adamant (2023)”. Internet Movie Database. http://www.imdb.com/title/tt26448811/.
101. ↑  ”Ombord på Adamant (2023)”. MovieZine. https://www.moviezine.se/movies/sur-l-adamant.
102. ↑  ”Superpolarna (2023)”. Internet Movie Database. http://www.imdb.com/title/tt20221460/.
103. ↑  ”Superpolarna (2023)”. MovieZine. https://www.moviezine.se/movies/superpolarna.
104. ↑  ”The Beekeeper (2024)”. Internet Movie Database. http://www.imdb.com/title/tt15314262/.
105. ↑  ”The Beekeeper (2024)”. MovieZine. https://www.moviezine.se/movies/the-beekeeper.
106. ↑  ”All of Us Strangers (2023)”. Internet Movie Database. http://www.imdb.com/title/tt21192142/.
107. ↑  ”All of Us Strangers (2023)”. MovieZine. https://www.moviezine.se/movies/all-of-us-strangers.
108. ↑  ”Banel & Adama (2023)”. Internet Movie Database. http://www.imdb.com/title/tt26256406/.
109. ↑  ”Banel & Adama (2023)”. MovieZine. https://www.moviezine.se/movies/banel-adama.
110. ↑  ”I mästarens nät – Cobweb (2023)”. Internet Movie Database. http://www.imdb.com/title/tt21254598/.
111. ↑  ”I mästarens nät – Cobweb (2023)”. MovieZine. https://www.moviezine.se/movies/cobweb.
112. ↑  ”Demon Slayer: Kimetsu No Yaiba – To the Hashira Training (2024)”. Internet Movie Database. http://www.imdb.com/title/tt30395619/.
113. ↑  ”Demon Slayer: Kimetsu No Yaiba – To the Hashira Training (2024)”. MovieZine. https://www.moviezine.se/movies/demon-slayer-kimetsu-no-yaiba-to-the-hashira-training.
114. ↑  ”Filmen om Kal P Dal (2023)”. Internet Movie Database. http://www.imdb.com/title/tt30487929/.
115. ↑  ”Filmen om Kal P Dal (2023)”. MovieZine. https://www.moviezine.se/movies/filmen-om-kal-p-dal.
116. ↑  ”Holly (2023)”. Internet Movie Database. http://www.imdb.com/title/tt13866832/.
117. ↑  ”Holly (2023)”. MovieZine. https://www.moviezine.se/movies/holly.
118. ↑  ”Längtan till Áhkká (2024)”. MovieZine. https://www.moviezine.se/movies/langtan-till-ahkka.
119. ↑  ”Night Swim (2024)”. Internet Movie Database. http://www.imdb.com/title/tt9682428/.
120. ↑  ”Night Swim (2024)”. MovieZine. https://www.moviezine.se/movies/night-swim.
121. ↑  ”Rallygänget – De snabba & de tuffa (2023)”. Internet Movie Database. http://www.imdb.com/title/tt8417168/.
122. ↑  ”Rallygänget – De snabba & de tuffa (2023)”. MovieZine. https://www.moviezine.se/movies/rallyganget-de-snabba-de-tuffa.
123. ↑  ”Dune: Part Two (2024)”. Internet Movie Database. http://www.imdb.com/title/tt15239678/.
124. ↑  ”Dune: Part Two (2024)”. MovieZine. https://www.moviezine.se/movies/dune-part-two.
125. ↑  ”Anselm (2023)”. Internet Movie Database. http://www.imdb.com/title/tt27502250/.
126. ↑  ”Anselm (2023)”. MovieZine. https://www.moviezine.se/movies/anselm.
127. ↑  ”Den sista resan (2024)”. Internet Movie Database. http://www.imdb.com/title/tt30454602/.
128. ↑  ”Den sista resan (2024)”. MovieZine. https://www.moviezine.se/movies/den-sista-resan.
129. ↑  ”Det finns alltid en morgondag (2023)”. Internet Movie Database. http://www.imdb.com/title/tt21800162/.
130. ↑  ”Det finns alltid en morgondag (2023)”. MovieZine. https://www.moviezine.se/movies/det-finns-alltid-en-morgondag.
131. ↑  ”The Peasants (2023)”. Internet Movie Database. http://www.imdb.com/title/tt10651230/.
132. ↑  ”The Peasants (2023)”. MovieZine. https://www.moviezine.se/movies/the-peasants.
133. ↑  ”Själen (2020)”. Internet Movie Database. http://www.imdb.com/title/tt2948372/.
134. ↑  ”Själen (2020)”. MovieZine. https://www.moviezine.se/movies/soul-2020.
135. ↑  ”Brottet är mitt (2023)”. Internet Movie Database. http://www.imdb.com/title/tt20330434/.
136. ↑  ”Brottet är mitt (2023)”. MovieZine. https://www.moviezine.se/movies/brottet-ar-mitt.
137. ↑  ”Femme (2023)”. Internet Movie Database. http://www.imdb.com/title/tt20114686/.
138. ↑  ”Femme (2023)”. MovieZine. https://www.moviezine.se/movies/femme.
139. ↑  ”Heroic (2023)”. Internet Movie Database. http://www.imdb.com/title/tt24079846/.
140. ↑  ”Heroic (2023)”. MovieZine. https://www.moviezine.se/movies/heroic.
141. ↑  ”Hypnosen (2023)”. Internet Movie Database. http://www.imdb.com/title/tt27789180/.
142. ↑  ”Hypnosen (2023)”. MovieZine. https://www.moviezine.se/movies/hypnosen.
143. ↑  ”May December (2024)”. Internet Movie Database. http://www.imdb.com/title/tt13651794/.
144. ↑  ”May December (2024)”. MovieZine. https://www.moviezine.se/movies/may-december.
145. ↑  ”Robot Dreams (2023)”. Internet Movie Database. http://www.imdb.com/title/tt13429870/.
146. ↑  ”Robot Dreams (2023)”. MovieZine. https://www.moviezine.se/movies/robot-dreams.
147. ↑  ”Vermin (2023)”. Internet Movie Database. http://www.imdb.com/title/tt26744289/.
148. ↑  ”Vermin (2023)”. MovieZine. https://www.moviezine.se/movies/vermin.
149. ↑  ”Bockarna Bruse på badhuset (2023)”. Internet Movie Database. http://www.imdb.com/title/tt21421052/.
150. ↑  ”Bockarna Bruse på badhuset (2023)”. MovieZine. https://www.moviezine.se/movies/bockarna-bruse-pa-badhuset.
151. ↑  ”Hanteringen av odöda (2024)”. Internet Movie Database. http://www.imdb.com/title/tt2118648/.
152. ↑  ”Hanteringen av odöda (2024)”. MovieZine. https://www.moviezine.se/movies/hanteringen-av-ododa.
153. ↑  ”Knox Goes Away (2023)”. Internet Movie Database. http://www.imdb.com/title/tt20115766/.
154. ↑  ”Knox Goes Away (2023)”. MovieZine. https://www.moviezine.se/movies/knox-goes-away.
155. ↑  ”Nya vänner på Lunneskär (2023)”. Internet Movie Database. http://www.imdb.com/title/tt26700853/.
156. ↑  ”Nya vänner på Lunneskär (2023)”. MovieZine. https://www.moviezine.se/movies/nya-vanner-pa-lunneskar.
157. ↑  ”Om alla bara drar (2024)”. Svensk Filmdatabas. http://www.svenskfilmdatabas.se/sv/item/?type=film&itemid=646357.
158. ↑  ”Om alla bara drar (2024)”. MovieZine. https://www.moviezine.se/movies/om-alla-bara-drar.
159. ↑  ”Ondska finns inte (2023)”. Internet Movie Database. http://www.imdb.com/title/tt28490044/.
160. ↑  ”Ondska finns inte (2023)”. MovieZine. https://www.moviezine.se/movies/evil-does-not-exist.
161. ↑  ”Röd (2022)”. Internet Movie Database. http://www.imdb.com/title/tt8097030/.
162. ↑  ”Röd (2022)”. MovieZine. https://www.moviezine.se/movies/turning-red.
163. ↑  ”A Tiger in Paradise (2023)”. Svensk Filmdatabas. http://www.svenskfilmdatabas.se/sv/item/?type=film&itemid=649470.
164. ↑  ”A Tiger in Paradise (2023)”. MovieZine. https://www.moviezine.se/movies/a-tiger-in-paradise.
165. ↑  ”Drive-Away Dolls (2024)”. Internet Movie Database. http://www.imdb.com/title/tt19356262/.
166. ↑  ”Drive-Away Dolls (2024)”. MovieZine. https://www.moviezine.se/movies/drive-away-dolls.
167. ↑  ”Kung Fu Panda 4 (2024)”. Internet Movie Database. http://www.imdb.com/title/tt21692408/.
168. ↑  ”Kung Fu Panda 4 (2024)”. MovieZine. https://www.moviezine.se/movies/kung-fu-panda-4.
169. ↑  ”Lars är LOL (2023)”. Internet Movie Database. http://www.imdb.com/title/tt26423054/.
170. ↑  ”Lars är LOL (2023)”. MovieZine. https://www.moviezine.se/movies/lars-ar-lol.
171. ↑  ”Motherland (2023)”. Internet Movie Database. http://www.imdb.com/title/tt26745680/.
172. ↑  ”Motherland (2023)”. MovieZine. https://www.moviezine.se/movies/motherland.
173. ↑  ”Nya äventyr med Paw Patrol (2024)”. MovieZine. https://www.moviezine.se/movies/nya-aventyr-med-paw-patrol.
174. ↑  ”Passage (2024)”. Svensk Filmdatabas. http://www.svenskfilmdatabas.se/sv/item/?type=film&itemid=629212.
175. ↑  ”Passage (2024)”. MovieZine. https://www.moviezine.se/movies/passage-2023.
176. ↑  ”Ryuichi Sakamoto Opus (2023)”. Internet Movie Database. http://www.imdb.com/title/tt28490873/.
177. ↑  ”Ryuichi Sakamoto Opus (2023)”. MovieZine. https://www.moviezine.se/movies/ryuichi-sakamoto-opus.
178. ↑  ”Ur mörkret (2024)”. Internet Movie Database. http://www.imdb.com/title/tt29416620/.
179. ↑  ”Ur mörkret (2024)”. MovieZine. https://www.moviezine.se/movies/ur-morkret.
180. ↑  ”Godzilla x Kong: The New Empire (2024)”. Internet Movie Database. http://www.imdb.com/title/tt14539740/.
181. ↑  ”Godzilla x Kong: The New Empire (2024)”. MovieZine. https://www.moviezine.se/movies/godzilla-vs-kong-2.
182. ↑  ”Hate to Love: Nickelback (2023)”. Internet Movie Database. http://www.imdb.com/title/tt28490042/.
183. ↑  ”Hate to Love: Nickelback (2023)”. MovieZine. https://www.moviezine.se/movies/hate-to-love-nickelback.
184. ↑  ”Som vi har älskat (2024)”. Svensk Filmdatabas. http://www.svenskfilmdatabas.se/sv/item/?type=film&itemid=692973.
185. ↑  ”Som vi har älskat (2024)”. MovieZine. https://www.moviezine.se/movies/som-vi-har-alskat.
186. ↑  ”Winnie-the-Pooh: Blood and Honey 2 (2024)”. Internet Movie Database. http://www.imdb.com/title/tt23330554/.
187. ↑  ”Winnie-the-Pooh: Blood and Honey 2 (2024)”. MovieZine. https://www.moviezine.se/movies/winnie-the-pooh-blood-and-honey-2.
188. ↑  ”Humanistisk vampyr söker frivillig självmordsbenägen person (2023)”. Internet Movie Database. http://www.imdb.com/title/tt24216998/.
189. ↑  ”Humanistisk vampyr söker frivillig självmordsbenägen person (2023)”. MovieZine. https://www.moviezine.se/movies/humanistisk-vampyr-soker-frivillig-sjalvmordsbenagen-person.
190. ↑  ”Mavka: Skogens väktare (2023)”. Internet Movie Database. http://www.imdb.com/title/tt6685538/.
191. ↑  ”Mavka: Skogens väktare (2023)”. MovieZine. https://www.moviezine.se/movies/mavka-skogens-vaktare.
192. ↑  ”The New Boy (2023)”. Internet Movie Database. http://www.imdb.com/title/tt18180926/.
193. ↑  ”The New Boy (2023)”. MovieZine. https://www.moviezine.se/movies/the-new-boy.
194. ↑  ”Coco Farm (2023)”. Internet Movie Database. http://www.imdb.com/title/tt18484276/.
195. ↑  ”Coco Farm (2023)”. MovieZine. https://www.moviezine.se/movies/coco-farm.
196. ↑  ”The First Omen (2024)”. Internet Movie Database. http://www.imdb.com/title/tt5672290/.
197. ↑  ”The First Omen (2024)”. MovieZine. https://www.moviezine.se/movies/the-first-omen.
198. ↑  ”Ghostbusters: Frozen City (2024)”. Internet Movie Database. http://www.imdb.com/title/tt21235248/.
199. ↑  ”Ghostbusters: Frozen City (2024)”. MovieZine. https://www.moviezine.se/movies/ghostbusters-frozen-city.
200. ↑  ”Blix Not Bombs (2023)”. Svensk Filmdatabas. http://www.svenskfilmdatabas.se/sv/item/?type=film&itemid=665302.
201. ↑  ”Blix Not Bombs (2023)”. MovieZine. https://www.moviezine.se/movies/blix-not-bombs.
202. ↑  ”De oönskade (2023)”. Internet Movie Database. http://www.imdb.com/title/tt26255476/.
203. ↑  ”De oönskade (2023)”. MovieZine. https://www.moviezine.se/movies/de-oonskade.
204. ↑  ”Kaptenen (2023)”. Internet Movie Database. http://www.imdb.com/title/tt14225838/.
205. ↑  ”Kaptenen (2023)”. MovieZine. https://www.moviezine.se/movies/kaptenen.
206. ↑  ”Marguerites teorem (2023)”. Internet Movie Database. http://www.imdb.com/title/tt26699529/.
207. ↑  ”Marguerites teorem (2023)”. MovieZine. https://www.moviezine.se/movies/marguerites-teorem.
208. ↑  ”Monkey Man (2024)”. Internet Movie Database. http://www.imdb.com/title/tt9214772/.
209. ↑  ”Monkey Man (2024)”. MovieZine. https://www.moviezine.se/movies/monkey-man.
210. ↑  ”Möte i Rom (2024)”. Internet Movie Database. http://www.imdb.com/title/tt27123082/.
211. ↑  ”Möte i Rom (2024)”. MovieZine. https://www.moviezine.se/movies/mote-i-rom.
212. ↑  ”Porträttet (2024)”. Svensk Filmdatabas. http://www.svenskfilmdatabas.se/sv/item/?type=film&itemid=691509.
213. ↑  ”Back to Black (2024)”. Internet Movie Database. http://www.imdb.com/title/tt21261712/.
214. ↑  ”Back to Black (2024)”. MovieZine. https://www.moviezine.se/movies/back-to-black.
215. ↑  ”Juniors (2022)”. Internet Movie Database. http://www.imdb.com/title/tt20455254/.
216. ↑  ”Juniors (2022)”. MovieZine. https://www.moviezine.se/movies/juniors.
217. ↑  ”Kalak (2023)”. Svensk Filmdatabas. http://www.svenskfilmdatabas.se/sv/item/?type=film&itemid=645072.
218. ↑  ”Kalak (2023)”. MovieZine. https://www.moviezine.se/movies/kalak.
219. ↑  ”Luca (2021)”. Internet Movie Database. http://www.imdb.com/title/tt12801262/.
220. ↑  ”Luca (2021)”. MovieZine. https://www.moviezine.se/movies/luca-2021.
221. ↑  ”One Life (2023)”. Internet Movie Database. http://www.imdb.com/title/tt13097932/.
222. ↑  ”One Life (2023)”. MovieZine. https://www.moviezine.se/movies/one-life-2023.
223. ↑  ”Smak av björnbär (2023)”. Internet Movie Database. http://www.imdb.com/title/tt27737950/.
224. ↑  ”Smak av björnbär (2023)”. MovieZine. https://www.moviezine.se/movies/smak-av-bjornbar.
225. ↑  ”Skärvor (2024)”. Svensk Filmdatabas. http://www.svenskfilmdatabas.se/sv/item/?type=film&itemid=88690.
226. ↑  ”Skärvor (2024)”. MovieZine. https://www.moviezine.se/movies/skarvor.
227. ↑  ”Tony, Shelly and the Magic Light (2023)”. Internet Movie Database. http://www.imdb.com/title/tt14506102/.
228. ↑  ”Tony, Shelly and the Magic Light (2023)”. MovieZine. https://www.moviezine.se/movies/tony-shelly-and-the-magic-light.
229. ↑  ”Vincent Must Die (2023)”. Internet Movie Database. http://www.imdb.com/title/tt23790924/.
230. ↑  ”Vincent Must Die (2023)”. MovieZine. https://www.moviezine.se/movies/vincent-must-die.
231. ↑  ”Youth (Spring) (2023)”. Internet Movie Database. http://www.imdb.com/title/tt8469104/.
232. ↑  ”Youth (Spring) (2023)”. MovieZine. https://www.moviezine.se/movies/youth-spring.
233. ↑  ”Civil War (2024)”. Internet Movie Database. http://www.imdb.com/title/tt17279496/.
234. ↑  ”Civil War (2024)”. MovieZine. https://www.moviezine.se/movies/civil-war-2024.
235. ↑  ”Abigail (2024)”. Internet Movie Database. http://www.imdb.com/title/tt27489557/.
236. ↑  ”Abigail (2024)”. MovieZine. https://www.moviezine.se/movies/abigail-2024.
237. ↑  ”Jakt (2024)”. Svensk Filmdatabas. http://www.svenskfilmdatabas.se/sv/item/?type=film&itemid=633336.
238. ↑  ”Jakt (2024)”. MovieZine. https://www.moviezine.se/movies/jakt.
239. ↑  ”Självmord med ångervecka – Den första dagen av mitt liv (2023)”. Internet Movie Database. http://www.imdb.com/title/tt6832210/.
240. ↑  ”Självmord med ångervecka – Den första dagen av mitt liv (2023)”. MovieZine. https://www.moviezine.se/movies/il-primo-giorno-della-mia-vita.
241. ↑  ”Sommar utan vår (2023)”. Internet Movie Database. http://www.imdb.com/title/tt13231544/.
242. ↑  ”Sommar utan vår (2023)”. MovieZine. https://www.moviezine.se/movies/about-dry-grasses.
243. ↑  ”Stella. Ett liv. (2023)”. Internet Movie Database. http://www.imdb.com/title/tt13506526/.
244. ↑  ”Stella. Ett liv. (2023)”. MovieZine. https://www.moviezine.se/movies/stella-ett-liv.
245. ↑  ”Stormskärs Maja (2024)”. Svensk Filmdatabas. http://www.svenskfilmdatabas.se/sv/item/?type=film&itemid=662568.
246. ↑  ”Stormskärs Maja (2024)”. MovieZine. https://www.moviezine.se/movies/stormskars-maja.
247. ↑  ”Challengers (2024)”. Internet Movie Database. http://www.imdb.com/title/tt16426418/.
248. ↑  ”Challengers (2024)”. MovieZine. https://www.moviezine.se/movies/challengers.
249. ↑  ”The Fall Guy (2024)”. Internet Movie Database. http://www.imdb.com/title/tt1684562/.
250. ↑  ”The Fall Guy (2024)”. MovieZine. https://www.moviezine.se/movies/the-fall-guy-2024.
251. ↑  ”Fyra döttrar (2023)”. Internet Movie Database. http://www.imdb.com/title/tt27502426/.
252. ↑  ”Fyra döttrar (2023)”. MovieZine. https://www.moviezine.se/movies/four-daughters.
253. ↑  ”Leaving Jesus (2024)”. Svensk Filmdatabas. http://www.svenskfilmdatabas.se/sv/item/?type=film&itemid=627397.
254. ↑  ”Leaving Jesus (2024)”. MovieZine. https://www.moviezine.se/movies/leaving-jesus.
255. ↑  ”Rosalie (2023)”. Internet Movie Database. http://www.imdb.com/title/tt26342863/.
256. ↑  ”Rosalie (2023)”. MovieZine. https://www.moviezine.se/movies/rosalie.
257. ↑  ”Scapegoat (2024)”. Internet Movie Database. http://www.imdb.com/title/tt9359180/.
258. ↑  ”Scapegoat (2024)”. MovieZine. https://www.moviezine.se/movies/scapegoat.
259. ↑  ”The Settlers (2023)”. Internet Movie Database. http://www.imdb.com/title/tt10370812/.
260. ↑  ”The Settlers (2023)”. MovieZine. https://www.moviezine.se/movies/the-settlers.
261. ↑  ”Spy x Family Code: White (2023)”. Internet Movie Database. http://www.imdb.com/title/tt26684398/.
262. ↑  ”Spy x Family Code: White (2023)”. MovieZine. https://www.moviezine.se/movies/spy-x-family-code-white.
263. ↑  ”Boy Kills World (2023)”. Internet Movie Database. http://www.imdb.com/title/tt13923084/.
264. ↑  ”Boy Kills World (2023)”. MovieZine. https://www.moviezine.se/movies/boy-kills-world.
265. ↑  ”En doft av kärlek – Pot au Feu (2023)”. Internet Movie Database. http://www.imdb.com/title/tt19760052/.
266. ↑  ”En doft av kärlek – Pot au Feu (2023)”. MovieZine. https://www.moviezine.se/movies/la-passion-de-dodin-bouffant.
267. ↑  ”Klassresan (2023)”. Internet Movie Database. http://www.imdb.com/title/tt27907897/.
268. ↑  ”Klassresan (2023)”. MovieZine. https://www.moviezine.se/movies/klassresan.
269. ↑  ”Tarot (2024)”. Internet Movie Database. http://www.imdb.com/title/tt14088510/.
270. ↑  ”Tarot (2024)”. MovieZine. https://www.moviezine.se/movies/tarot-2024.
271. ↑  ”Kingdom of the Planet of the Apes (2024)”. Internet Movie Database. http://www.imdb.com/title/tt11389872/.
272. ↑  ”Kingdom of the Planet of the Apes (2024)”. MovieZine. https://www.moviezine.se/movies/kingdom-of-the-planet-of-the-apes.
273. ↑  ”Arthur the King (2024)”. Internet Movie Database. http://www.imdb.com/title/tt10720352/.
274. ↑  ”Arthur the King (2024)”. MovieZine. https://www.moviezine.se/movies/arthur-the-king.
275. ↑  ”Chimären (2023)”. Internet Movie Database. http://www.imdb.com/title/tt14561712/.
276. ↑  ”Chimären (2023)”. MovieZine. https://www.moviezine.se/movies/chimaren.
277. ↑  ”Goodbye Julia (2023)”. Internet Movie Database. http://www.imdb.com/title/tt14330672/.
278. ↑  ”Goodbye Julia (2023)”. MovieZine. https://www.moviezine.se/movies/goodbye-julia.
279. ↑  ”High & Low – John Galliano (2023)”. Internet Movie Database. http://www.imdb.com/title/tt27795526/.
280. ↑  ”High & Low – John Galliano (2023)”. MovieZine. https://www.moviezine.se/movies/high-low-john-galliano.
281. ↑  ”The Mother of All Lies (2023)”. Internet Movie Database. http://www.imdb.com/title/tt15307068/.
282. ↑  ”The Mother of All Lies (2023)”. MovieZine. https://www.moviezine.se/movies/the-mother-of-all-lies.
283. ↑  ”Drömmen lever vidare (2023)”. Internet Movie Database. http://www.imdb.com/title/tt28182919/.
284. ↑  ”Drömmen lever vidare (2023)”. MovieZine. https://www.moviezine.se/movies/et-la-fete-continue.
285. ↑  ”IF: Låtsaskompisar (2024)”. Internet Movie Database. http://www.imdb.com/title/tt11152168/.
286. ↑  ”IF: Låtsaskompisar (2024)”. MovieZine. https://www.moviezine.se/movies/imaginary-friends-2024.
287. ↑  ”Immaculate (2024)”. Internet Movie Database. http://www.imdb.com/title/tt23137390/.
288. ↑  ”Immaculate (2024)”. MovieZine. https://www.moviezine.se/movies/immaculate.
289. ↑  ”Nattvakten – Demons are Forever (2023)”. Internet Movie Database. http://www.imdb.com/title/tt6318608/.
290. ↑  ”Nattvakten – Demons are Forever (2023)”. MovieZine. https://www.moviezine.se/movies/nattvakten-demoner-gar-i-arv.
291. ↑  ”Furiosa: A Mad Max Saga (2024)”. Internet Movie Database. http://www.imdb.com/title/tt12037194/.
292. ↑  ”Furiosa: A Mad Max Saga (2024)”. MovieZine. https://www.moviezine.se/movies/furiosa.
293. ↑  ”Katten Gustaf – Filmen (2024)”. Internet Movie Database. http://www.imdb.com/title/tt5779228/.
294. ↑  ”Katten Gustaf – Filmen (2024)”. MovieZine. https://www.moviezine.se/movies/garfield.
295. ↑  ”Sidonie i Japan (2023)”. Internet Movie Database. http://www.imdb.com/title/tt26254622/.
296. ↑  ”Sidonie i Japan (2023)”. MovieZine. https://www.moviezine.se/movies/sidonie-i-japan.
297. ↑  ”Sommarljus... och sen kommer natten (2022)”. Internet Movie Database. http://www.imdb.com/title/tt9315684/.
298. ↑  ”Sommarljus... och sen kommer natten (2022)”. MovieZine. https://www.moviezine.se/movies/sommarljus.
299. ↑  ”Universalteorin (2023)”. Internet Movie Database. http://www.imdb.com/title/tt18453866/.
300. ↑  ”Universalteorin (2023)”. MovieZine. https://www.moviezine.se/movies/universalteorin.
301. ↑  ”Haikyu!! The Movie: The Dumpster Battle (2024)”. Internet Movie Database. http://www.imdb.com/title/tt30476486/.
302. ↑  ”Haikyu!! The Movie: The Dumpster Battle (2024)”. MovieZine. https://www.moviezine.se/movies/haikyu-the-movie-the-dumpster-battle.
303. ↑  ”Hit Man (2023)”. Internet Movie Database. http://www.imdb.com/title/tt20215968/.
304. ↑  ”Hit Man (2023)”. MovieZine. https://www.moviezine.se/movies/hit-man.
305. ↑  ”Lewerentz Divine Darkness (2024)”. Internet Movie Database. http://www.imdb.com/title/tt32424589/.
306. ↑  ”Lewerentz Divine Darkness (2024)”. MovieZine. https://www.moviezine.se/movies/lewerentz-divine-darkness.
307. ↑  ”Lyssna på mig! (2023)”. Internet Movie Database. http://www.imdb.com/title/tt28538693/.
308. ↑  ”Lyssna på mig! (2023)”. MovieZine. https://www.moviezine.se/movies/lyssna-pa-mig.
309. ↑  ”Silver Haze (2023)”. Internet Movie Database. http://www.imdb.com/title/tt16311464/.
310. ↑  ”Silver Haze (2023)”. MovieZine. https://www.moviezine.se/movies/silver-haze.
311. ↑  ”Skådespelarna (2022)”. Internet Movie Database. http://www.imdb.com/title/tt14976386/.
312. ↑  ”Skådespelarna (2022)”. MovieZine. https://www.moviezine.se/movies/forever-young.
313. ↑  ”Solitude (2023)”. Internet Movie Database. http://www.imdb.com/title/tt26270862/.
314. ↑  ”Solitude (2023)”. MovieZine. https://www.moviezine.se/movies/solitude-2023.
315. ↑  ”Bad Boys: Ride or Die (2024)”. Internet Movie Database. http://www.imdb.com/title/tt4919268/.
316. ↑  ”Bad Boys: Ride or Die (2024)”. MovieZine. https://www.moviezine.se/movies/bad-boys-4.
317. ↑  ”Fremont (2023)”. Internet Movie Database. http://www.imdb.com/title/tt8591526/.
318. ↑  ”Fremont (2023)”. MovieZine. https://www.moviezine.se/movies/fremont.
319. ↑  ”Konvojen (2024)”. Internet Movie Database. http://www.imdb.com/title/tt27724113/.
320. ↑  ”Konvojen (2024)”. MovieZine. https://www.moviezine.se/movies/konvojen.
321. ↑  ”The Watchers (2024)”. Internet Movie Database. http://www.imdb.com/title/tt26736843/.
322. ↑  ”The Watchers (2024)”. MovieZine. https://www.moviezine.se/movies/the-watchers-2024.
323. ↑  ”Late Night with the Devil (2023)”. Internet Movie Database. http://www.imdb.com/title/tt14966898/.
324. ↑  ”Late Night with the Devil (2023)”. MovieZine. https://www.moviezine.se/movies/late-night-with-the-devil.
325. ↑  ”Mobile Suit Gundam Seed Freedom (2024)”. Internet Movie Database. http://www.imdb.com/title/tt14759062/.
326. ↑  ”Mobile Suit Gundam Seed Freedom (2024)”. MovieZine. https://www.moviezine.se/movies/mobile-suit-gundam-seed-freedom.
327. ↑  ”Ghost: Rite Here Rite Now (2024)”. Internet Movie Database. http://www.imdb.com/title/tt32260498/.
328. ↑  ”Ghost: Rite Here Rite Now (2024)”. MovieZine. https://www.moviezine.se/movies/ghost-rite-here-rite-now.
329. ↑  ”A Quiet Place: Day One (2024)”. Internet Movie Database. http://www.imdb.com/title/tt13433802/.
330. ↑  ”A Quiet Place: Day One (2024)”. MovieZine. https://www.moviezine.se/movies/a-quiet-place-day-one.
331. ↑  ”Kinds of Kindness (2024)”. Internet Movie Database. http://www.imdb.com/title/tt22408160/.
332. ↑  ”Kinds of Kindness (2024)”. MovieZine. https://www.moviezine.se/movies/kinds-of-kindness.
333. ↑  ”Horizon: An American Saga – Chapter 1 (2024)”. Internet Movie Database. http://www.imdb.com/title/tt17505010/.
334. ↑  ”Horizon: An American Saga – Chapter 1 (2024)”. MovieZine. https://www.moviezine.se/movies/horizon-an-american-saga.
335. ↑  ”Dumma mej 4 (2024)”. Internet Movie Database. http://www.imdb.com/title/tt7510222/.
336. ↑  ”Dumma mej 4 (2024)”. MovieZine. https://www.moviezine.se/movies/dumma-mej-4.
337. ↑  ”Mother, Couch (2024)”. Internet Movie Database. http://www.imdb.com/title/tt23778430/.
338. ↑  ”Mother, Couch (2024)”. MovieZine. https://www.moviezine.se/movies/mother-couch.
339. ↑  ”Red Island (2023)”. Internet Movie Database. http://www.imdb.com/title/tt13846540/.
340. ↑  ”Red Island (2023)”. MovieZine. https://www.moviezine.se/movies/red-island.
341. ↑  ”Fly Me to the Moon (2024)”. Internet Movie Database. http://www.imdb.com/title/tt19299678/.
342. ↑  ”Fly Me to the Moon (2024)”. MovieZine. https://www.moviezine.se/movies/project-artemis.
343. ↑  ”Kill (2023)”. Internet Movie Database. http://www.imdb.com/title/tt28259207/.
344. ↑  ”Kill (2023)”. MovieZine. https://www.moviezine.se/movies/kill.
345. ↑  ”Röd himmel (2023)”. Internet Movie Database. http://www.imdb.com/title/tt26440619/.
346. ↑  ”Röd himmel (2023)”. MovieZine. https://www.moviezine.se/movies/afire.
347. ↑  ”Twisters (2024)”. Internet Movie Database. http://www.imdb.com/title/tt12584954/.
348. ↑  ”Twisters (2024)”. MovieZine. https://www.moviezine.se/movies/twisters.
349. ↑  ”Insidan ut 2 (2024)”. Internet Movie Database. http://www.imdb.com/title/tt22022452/.
350. ↑  ”Insidan ut 2 (2024)”. MovieZine. https://www.moviezine.se/movies/insidan-ut-2.
351. ↑  ”Sommartider (2024)”. Svensk Filmdatabas. http://www.svenskfilmdatabas.se/sv/item/?type=film&itemid=692979.
352. ↑  ”Sommartider (2024)”. MovieZine. https://www.moviezine.se/movies/gyllene-tider.
353. ↑  ”Blue Lock the Movie: Episode Nagi (2024)”. Internet Movie Database. http://www.imdb.com/title/tt28671146/.
354. ↑  ”Blue Lock the Movie: Episode Nagi (2024)”. MovieZine. https://www.moviezine.se/movies/blue-lock-the-movie-episode-nagi.
355. ↑  ”Låt mig gå (2023)”. Internet Movie Database. http://www.imdb.com/title/tt21272440/.
356. ↑  ”Låt mig gå (2023)”. MovieZine. https://www.moviezine.se/movies/let-me-go-2023.
357. ↑  ”Deadpool & Wolverine (2024)”. Internet Movie Database. http://www.imdb.com/title/tt6263850/.
358. ↑  ”Deadpool & Wolverine (2024)”. MovieZine. https://www.moviezine.se/movies/deadpool-3.
359. ↑  ”Den fallande stjärnan (2023)”. Internet Movie Database. http://www.imdb.com/title/tt21962898/.
360. ↑  ”Den fallande stjärnan (2023)”. MovieZine. https://www.moviezine.se/movies/the-falling-star.
361. ↑  ”Blackpink World Tour (Born Pink) in Cinemas (2024)”. Internet Movie Database. http://www.imdb.com/title/tt32881486/.
362. ↑  ”Blackpink World Tour (Born Pink) in Cinemas (2024)”. MovieZine. https://www.moviezine.se/movies/blackpink-world-tour-born-pink-in-cinemas.
363. ↑  ”Do Not Expect Too Much from the End of the World (2023)”. Internet Movie Database. http://www.imdb.com/title/tt18162096/.
364. ↑  ”Do Not Expect Too Much from the End of the World (2023)”. MovieZine. https://www.moviezine.se/movies/do-not-expect-too-much-from-the-end-of-the-world.
365. ↑  ”Gudstjänst (2024)”. Svensk Filmdatabas. http://www.svenskfilmdatabas.se/sv/item/?type=film&itemid=683143.
366. ↑  ”Gudstjänst (2024)”. MovieZine. https://www.moviezine.se/movies/gudstjanst.
367. ↑  ”Love Lies Bleeding (2024)”. Internet Movie Database. http://www.imdb.com/title/tt19637052/.
368. ↑  ”Love Lies Bleeding (2024)”. MovieZine. https://www.moviezine.se/movies/love-lies-bleeding-2024.
369. ↑  ”Sylvanian Families filmen: Den stora gåvojakten (2023)”. Internet Movie Database. http://www.imdb.com/title/tt19637052/.
370. ↑  ”Sylvanian Families filmen: Den stora gåvojakten (2023)”. MovieZine. https://www.moviezine.se/movies/love-lies-bleeding-2024.
371. ↑  ”Trap (2024)”. Internet Movie Database. http://www.imdb.com/title/tt26753003/.
372. ↑  ”Trap (2024)”. MovieZine. https://www.moviezine.se/movies/trap.
373. ↑  ”Det slutar med oss (2024)”. Internet Movie Database. http://www.imdb.com/title/tt10655524/.
374. ↑  ”Det slutar med oss (2024)”. MovieZine. https://www.moviezine.se/movies/it-ends-with-us.
375. ↑  ”Borderlands (2024)”. Internet Movie Database. http://www.imdb.com/title/tt4978420/.
376. ↑  ”15 storfilmer är klara för biosommaren 2024”. MovieZine. https://www.moviezine.se/nyheter/sommarfilmerna-vi-hoppas-tar-over-biograferna-ar-2024.
377. ↑  ”Ezra (2023)”. Internet Movie Database. http://www.imdb.com/title/tt20315818/.
378. ↑  ”Ezra (2023)”. MovieZine. https://www.moviezine.se/movies/ezra-2023.
379. ↑  ”Tid att älska (2023)”. Internet Movie Database. http://www.imdb.com/title/tt16969006/.
380. ↑  ”Tid att älska (2023)”. MovieZine. https://www.moviezine.se/movies/along-came-love.
381. ↑  ”Alien: Romulus (2024)”. Internet Movie Database. http://www.imdb.com/title/tt18412256/.
382. ↑  ”Inspelningen av nya "Alien"-filmen är färdig - på bio om ett år”. MovieZine. https://www.moviezine.se/nyheter/inspelningen-av-alien-romulus-ar-fardig.
383. ↑  ”Big Boys (2023)”. Internet Movie Database. http://www.imdb.com/title/tt24486184/.
384. ↑  ”Big Boys (2023)”. MovieZine. https://www.moviezine.se/movies/big-boys.
385. ↑  ”In Restless Dreams: The Music of Paul Simon (2023)”. Internet Movie Database. http://www.imdb.com/title/tt28484472/.
386. ↑  ”In Restless Dreams: The Music of Paul Simon (2023)”. MovieZine. https://www.moviezine.se/movies/in-restless-dreams-the-music-of-paul-simon.
387. ↑  ”MaXXXine (2024)”. Internet Movie Database. http://www.imdb.com/title/tt22048412/.
388. ↑  ”MaXXXine (2024)”. MovieZine. https://www.moviezine.se/movies/maxxxine.
389. ↑  ”Sasquatch Sunset (2024)”. Internet Movie Database. http://www.imdb.com/title/tt30180830/.
390. ↑  ”Sasquatch Sunset (2024)”. MovieZine. https://www.moviezine.se/movies/sasquatch-sunset.
391. ↑  ”The Bikeriders (2023)”. Internet Movie Database. http://www.imdb.com/title/tt21454134/.
392. ↑  ”The Bikeriders (2023)”. MovieZine. https://www.moviezine.se/movies/the-bikeriders.
393. ↑  ”Blink Twice (2024)”. Internet Movie Database. http://www.imdb.com/title/tt14858658/.
394. ↑  ”Blink Twice (2024)”. MovieZine. https://www.moviezine.se/movies/blink-twice.
395. ↑  ”Bröderna Andersson (2024)”. Svensk Filmdatabas. http://www.svenskfilmdatabas.se/sv/item/?type=film&itemid=656997.
396. ↑  ”Bröderna Andersson (2024)”. MovieZine. https://www.moviezine.se/movies/broderna-andersson.
397. ↑  ”Ett riktigt jobb (2023)”. Internet Movie Database. http://www.imdb.com/title/tt21348598/.
398. ↑  ”Ett riktigt jobb (2023)”. MovieZine. https://www.moviezine.se/movies/ett-riktigt-jobb.
399. ↑  ”Little Girl Blue (2023)”. Internet Movie Database. http://www.imdb.com/title/tt26714897/.
400. ↑  ”Little Girl Blue (2023)”. MovieZine. https://www.moviezine.se/movies/little-girl-blue.
401. ↑  ”Memory (2023)”. Internet Movie Database. http://www.imdb.com/title/tt19864828/.
402. ↑  ”Memory (2023)”. MovieZine. https://www.moviezine.se/movies/memory-2023.
403. ↑  ”Mickey’s Mouse Trap (2024)”. Internet Movie Database. http://www.imdb.com/title/tt30743549/.
404. ↑  ”Mickey’s Mouse Trap (2024)”. MovieZine. https://www.moviezine.se/movies/mickey-s-mouse-trap.
405. ↑  ”Slumpen avgör (2023)”. Internet Movie Database. http://www.imdb.com/title/tt15140278/.
406. ↑  ”Slumpen avgör (2023)”. MovieZine. https://www.moviezine.se/movies/slumpen-avgor.
407. ↑  ”Vi är fortfarande här / Mii leat ain dás (2024)”. Svensk Filmdatabas. http://www.svenskfilmdatabas.se/sv/item/?type=film&itemid=656828.
408. ↑  ”Mii leat ain dás/Vi är fortfarande här (2024)”. MovieZine. https://www.moviezine.se/movies/mii-leat-ain-das-vi-ar-fortfarande-har.
409. ↑  ”The Crow (2024)”. Internet Movie Database. http://www.imdb.com/title/tt1340094/.
410. ↑  ”The Crow (2024)”. MovieZine. https://www.moviezine.se/movies/the-crow-2024.
411. ↑  ”Longlegs (2024)”. Internet Movie Database. http://www.imdb.com/title/tt23468450/.
412. ↑  ”Longlegs (2024)”. MovieZine. https://www.moviezine.se/movies/longlegs.
413. ↑  ”Maria Montessori (2023)”. Internet Movie Database. http://www.imdb.com/title/tt15389042/.
414. ↑  ”Maria Montessori (2023)”. MovieZine. https://www.moviezine.se/movies/maria-montessori.
415. ↑  ”Sex (2024)”. Internet Movie Database. http://www.imdb.com/title/tt26270862/.
416. ↑  ”Sex (2024)”. MovieZine. https://www.moviezine.se/movies/sex.
417. ↑  ”Shayda (2023)”. Internet Movie Database. http://www.imdb.com/title/tt13200006/.
418. ↑  ”Shayda (2023)”. MovieZine. https://www.moviezine.se/movies/shayda.
419. ↑  ”Sirocco och vindarnas rike (2023)”. Internet Movie Database. http://www.imdb.com/title/tt12015692/.
420. ↑  ”Sirocco och vindarnas rike (2023)”. MovieZine. https://www.moviezine.se/movies/sirocco-och-vindarnas-rike.
421. ↑  ”A New Kind of Wilderness (2024)”. Internet Movie Database. http://www.imdb.com/title/tt30320576/.
422. ↑  ”A New Kind of Wilderness (2024)”. MovieZine. https://www.moviezine.se/movies/a-new-kind-of-wilderness.
423. ↑  ”Animal (2023)”. Internet Movie Database. http://www.imdb.com/title/tt26342791/.
424. ↑  ”Animal (2023)”. MovieZine. https://www.moviezine.se/movies/animal-2023.
425. ↑  ”Beetlejuice Beetlejuice (2024)”. Internet Movie Database. http://www.imdb.com/title/tt2049403/.
426. ↑  ”Beetlejuice Beetlejuice (2024)”. MovieZine. https://www.moviezine.se/movies/beetlejuice-2.
427. ↑  ”Blur: Live at Wembley Stadium (2024)”. Internet Movie Database. http://www.imdb.com/title/tt32778124/.
428. ↑  ”Blur: Live at Wembley Stadium (2024)”. MovieZine. https://www.moviezine.se/movies/blur-live-at-wembley-stadium.
429. ↑  ”Blur: To the End (2024)”. Internet Movie Database. http://www.imdb.com/title/tt31218239/.
430. ↑  ”Blur: To the End (2024)”. MovieZine. https://www.moviezine.se/movies/blur-to-the-end.
431. ↑  ”Bye Bye Boredom (2024)”. Svensk Filmdatabas. http://www.svenskfilmdatabas.se/sv/item/?type=film&itemid=637118.
432. ↑  ”Bye Bye Boredom (2024)”. MovieZine. https://www.moviezine.se/movies/bye-bye-boredom.
433. ↑  ”Femton noll tre nittonde januari två tusen sexton (2024)”. Svensk Filmdatabas. http://www.svenskfilmdatabas.se/sv/item/?type=film&itemid=663134.
434. ↑  ”Femton noll tre nittonde januari två tusen sexton (2024)”. MovieZine. https://www.moviezine.se/movies/femton-noll-tre-nittonde-januari-tva-tusen-sexton.
435. ↑  ”Führer och förförare (2024)”. Internet Movie Database. http://www.imdb.com/title/tt30467885/.
436. ↑  ”Führer och förförare (2024)”. MovieZine. https://www.moviezine.se/movies/fuhrer-och-forforare.
437. ↑  ”G – 21 scener från Gottsunda (2024)”. Svensk Filmdatabas. http://www.svenskfilmdatabas.se/sv/item/?type=film&itemid=646932.
438. ↑  ”G – 21 scener från Gottsunda (2024)”. MovieZine. https://www.moviezine.se/movies/g-21-scener-fran-gottsunda.
439. ↑  ”Konstbluffen (2023)”. Internet Movie Database. http://www.imdb.com/title/tt10152488/.
440. ↑  ”Konstbluffen (2023)”. MovieZine. https://www.moviezine.se/movies/paint-it-gold.
441. ↑  ”Äkta skräck (2024)”. Internet Movie Database. http://www.imdb.com/title/tt28668007/.
442. ↑  ”Äkta skräck (2024)”. MovieZine. https://www.moviezine.se/movies/akta-skrack.
443. ↑  ”Usher: Rendezvous in Paris (2024)”. Internet Movie Database. http://www.imdb.com/title/tt33052578/.
444. ↑  ”Usher: Rendezvous in Paris (2024)”. MovieZine. https://www.moviezine.se/movies/usher-rendezvous-in-paris.
445. ↑  ”My Favourite Cake (2024)”. Internet Movie Database. http://www.imdb.com/title/tt31015278/.
446. ↑  ”My Favourite Cake (2024)”. MovieZine. https://www.moviezine.se/movies/my-favourite-cake.
447. ↑  ”Guy Manley – A Real Movie (2023)”. Internet Movie Database. http://www.imdb.com/title/tt29005580/.
448. ↑  ”Guy Manley – A Real Movie (2023)”. MovieZine. https://www.moviezine.se/movies/guy-manley-a-real-movie.
449. ↑  ”I maktens skuggor (2024)”. Internet Movie Database. http://www.imdb.com/title/tt27587529/.
450. ↑  ”I maktens skuggor (2024)”. MovieZine. https://www.moviezine.se/movies/i-maktens-skuggor.
451. ↑  ”Miséria (2024)”. Internet Movie Database. http://www.imdb.com/title/tt27329163/.
452. ↑  ”Miséria”. Filmstaden. https://www.filmstaden.se/film/miseria/.
453. ↑  ”Nova & Alice (2024)”. Svensk Filmdatabas. http://www.svenskfilmdatabas.se/sv/item/?type=film&itemid=645458.
454. ↑  ”Nova & Alice (2024)”. MovieZine. https://www.moviezine.se/movies/nova-alice.
455. ↑  ”Speak No Evil (2024)”. Internet Movie Database. http://www.imdb.com/title/tt27534307/.
456. ↑  ”Speak No Evil (2024)”. MovieZine. https://www.moviezine.se/movies/speak-no-evil-2024.
457. ↑  ”Your Fat Friend (2023)”. Internet Movie Database. http://www.imdb.com/title/tt27550024/.
458. ↑  ”Your Fat Friend (2023)”. MovieZine. https://www.moviezine.se/movies/your-fat-friend.
459. ↑  ”Jung Kook: I Am Still (2024)”. Internet Movie Database. http://www.imdb.com/title/tt32903026/.
460. ↑  ”Jung Kook: I Am Still (2024)”. MovieZine. https://www.moviezine.se/movies/jung-kook-i-am-still.
461. ↑  ”The Substance (2024)”. Internet Movie Database. http://www.imdb.com/title/tt17526714/.
462. ↑  ”The Substance (2024)”. MovieZine. https://www.moviezine.se/movies/the-substance.
463. ↑  ”Green Border (2023)”. Internet Movie Database. http://www.imdb.com/title/tt27722543/.
464. ↑  ”Green Border (2023)”. MovieZine. https://www.moviezine.se/movies/green-border.
465. ↑  ”Hollywoodgate (2023)”. Internet Movie Database. http://www.imdb.com/title/tt28494712/.
466. ↑  ”Hollywoodgate (2023)”. MovieZine. https://www.moviezine.se/movies/hollywoodgate.
467. ↑  ”Quislings sista dagar (2024)”. Internet Movie Database. http://www.imdb.com/title/tt14638208/.
468. ↑  ”Quislings sista dagar (2024)”. MovieZine. https://www.moviezine.se/movies/quislings-sista-dagar.
469. ↑  ”Transformers One (2024)”. Internet Movie Database. http://www.imdb.com/title/tt8864596/.
470. ↑  ”Transformers One (2024)”. MovieZine. https://www.moviezine.se/movies/transformers-one.
471. ↑  ”Västerhavets hemligheter (2024)”. Svensk Filmdatabas. http://www.svenskfilmdatabas.se/sv/item/?type=film&itemid=699705.
472. ↑  ”Västerhavets hemligheter (2024)”. MovieZine. https://www.moviezine.se/movies/vasterhavets-hemligheter.
473. ↑  ”Paul McCartney and Wings – One Hand Clapping (2023)”. Internet Movie Database. http://www.imdb.com/title/tt0223840/.
474. ↑  ”Paul McCartney and Wings – One Hand Clapping (1974)”. MovieZine. https://www.moviezine.se/movies/paul-mccartney-and-wings-one-hand-clapping.
475. ↑  ”Edvin Törnblom – Bögen är lös (i magen) (2024)”. MovieZine. https://www.moviezine.se/movies/edvin-tornblom-bogen-ar-los-i-magen.
476. ↑  ”Lee (2023)”. Internet Movie Database. http://www.imdb.com/title/tt5112584/.
477. ↑  ”Lee (2023)”. MovieZine. https://www.moviezine.se/movies/lee.
478. ↑  ”Megalopolis (2024)”. Internet Movie Database. http://www.imdb.com/title/tt10128846/.
479. ↑  ”Megalopolis (2024)”. MovieZine. https://www.moviezine.se/movies/megalopolis.
480. ↑  ”Så länge hjärtat slår (2024)”. Svensk Filmdatabas. http://www.svenskfilmdatabas.se/sv/item/?type=film&itemid=654185.
481. ↑  ”Så länge hjärtat slår (2024)”. MovieZine. https://www.moviezine.se/movies/sa-lange-hjartat-slar.
482. ↑  ”Joker: Folie à deux (2024)”. Internet Movie Database. http://www.imdb.com/title/tt11315808/.
483. ↑  ”Joker: Folie à deux (2024)”. MovieZine. https://www.moviezine.se/movies/joker-folie-a-deux.
484. ↑  ”10 liv (2024)”. Internet Movie Database. http://www.imdb.com/title/tt7959138/.
485. ↑  ”10 liv (2024)”. MovieZine. https://www.moviezine.se/movies/10-liv.
486. ↑  ”Israel Palestina i svensk tv 1958–1989 (2024)”. Svensk Filmdatabas. http://www.svenskfilmdatabas.se/sv/item/?type=film&itemid=646722.
487. ↑  ”Israel Palestina i svensk tv 1958–1989 (2024)”. MovieZine. https://www.moviezine.se/movies/israel-palestina-i-svensk-tv-1958-1989.
488. ↑  ”Jag är kvinna (2023)”. Internet Movie Database. http://www.imdb.com/title/tt26746630/.
489. ↑  ”Jag är kvinna (2023)”. MovieZine. https://www.moviezine.se/movies/woman-of.
490. ↑  ”The Apprentice (2024)”. Internet Movie Database. http://www.imdb.com/title/tt8368368/.
491. ↑  ”The Apprentice (2024)”. MovieZine. https://www.moviezine.se/movies/the-apprentice-2025.
492. ↑  ”Critical Zone (2023)”. Internet Movie Database. http://www.imdb.com/title/tt27720531/.
493. ↑  ”Critical Zone (2023)”. MovieZine. https://www.moviezine.se/movies/critical-zone.
494. ↑  ”En kväll för LeMarc (2024)”. MovieZine. https://www.moviezine.se/movies/en-kvall-for-lemarc.
495. ↑  ”Det kunde varit vi (2024)”. Svensk Filmdatabas. http://www.svenskfilmdatabas.se/sv/item/?type=film&itemid=692977.
496. ↑  ”Det kunde varit vi (2024)”. MovieZine. https://www.moviezine.se/movies/det-kunde-varit-vi.
497. ↑  ”Lilla spöket Laban (2024)”. Svensk Filmdatabas. http://www.svenskfilmdatabas.se/sv/item/?type=film&itemid=647264.
498. ↑  ”Lilla spöket Laban (2024)”. MovieZine. https://www.moviezine.se/movies/lilla-spoket-laban-2024.
499. ↑  ”My Hero Academia: You’re Next (2024)”. Internet Movie Database. http://www.imdb.com/title/tt32176689/.
500. ↑  ”My Hero Academia: You’re Next (2024)”. MovieZine. https://www.moviezine.se/movies/my-hero-academia-you-re-next.
501. ↑  ”Sabaton - The Tour to End All Tours (2024)”. Internet Movie Database. http://www.imdb.com/title/tt32889090/.
502. ↑  ”Sabaton - The Tour to End All Tours (2024)”. MovieZine. https://www.moviezine.se/movies/sabaton-the-tour-to-end-all-tours.
503. ↑  Katcy Stephan (7 september 2024). ”‘Saturday Night’ Shifts Two Weeks Earlier With Platform Release in September” (på amerikansk engelska). Variety. https://variety.com/2024/film/news/saturday-night-snl-platform-release-date-september-1236135870/. Läst 10 oktober 2024.
504. ↑  ”Vägen till ingenstans (2024)”. Svensk Filmdatabas. http://www.svenskfilmdatabas.se/sv/item/?type=film&itemid=664198.
505. ↑  ”Vägen till ingenstans (2024)”. MovieZine. https://www.moviezine.se/movies/vagen-till-ingenstans.
506. ↑  ”A Different Man (2024)”. Internet Movie Database. http://www.imdb.com/title/tt21097228/.
507. ↑  ”A Different Man (2024)”. MovieZine. https://www.moviezine.se/movies/a-different-man.
508. ↑  ”Kneecap (2024)”. Internet Movie Database. http://www.imdb.com/title/tt27367464/.
509. ↑  ”Kneecap (2024)”. MovieZine. https://www.moviezine.se/movies/kneecap.
510. ↑  ”Lasse-Majas detektivbyrå – Maskoten som försvann (2024)”. Internet Movie Database. http://www.imdb.com/title/tt31076441/.
511. ↑  ”Lasse-Majas detektivbyrå – Maskoten som försvann (2024)”. MovieZine. https://www.moviezine.se/movies/lassemajas-detektivbyra-maskoten-som-forsvann.
512. ↑  ”National Anthem (2023)”. Internet Movie Database. http://www.imdb.com/title/tt22803220/.
513. ↑  ”National Anthem (2023)”. MovieZine. https://www.moviezine.se/movies/national-anthem.
514. ↑  ”Smile Deluxe (2024)”. Internet Movie Database. http://www.imdb.com/title/tt29268309/.
515. ↑  ”Smile 2 (2024)”. MovieZine. https://www.moviezine.se/movies/smile-2.
516. ↑  ”Super/Man: The Christopher Reeve Story (2024)”. Internet Movie Database. http://www.imdb.com/title/tt27902121/.
517. ↑  ”Super/Man: The Christopher Reeve Story (2024)”. MovieZine. https://www.moviezine.se/movies/super-man-the-christopher-reeve-story.
518. ↑  ”Tatami (2023)”. Internet Movie Database. http://www.imdb.com/title/tt26674818/.
519. ↑  ”Tatami (2023)”. MovieZine. https://www.moviezine.se/movies/tatami.
520. ↑  ”Virgo (2024)”. Internet Movie Database. http://www.imdb.com/title/tt32445199/.
521. ↑  ”Virgo (2024)”. Njutafilms. https://www.njutafilms.com/?p=53448.
522. ↑  ”Venom: The Last Dance (2024)”. Internet Movie Database. http://www.imdb.com/title/tt16366836/.
523. ↑  ”Venom: The Last Dance (2024)”. MovieZine. https://www.moviezine.se/movies/venom-3.
524. ↑  ”Armand (2024)”. Svensk Filmdatabas. http://www.svenskfilmdatabas.se/sv/item/?type=film&itemid=680666.
525. ↑  ”Armand (2024)”. MovieZine. https://www.moviezine.se/movies/armand.
526. ↑  ”The Dear John Letter (2024)”. Svensk Filmdatabas. http://www.svenskfilmdatabas.se/sv/item/?type=film&itemid=81416.
527. ↑  ”The Dear John Letter (2024)”. MovieZine. https://www.moviezine.se/movies/the-dear-john-letter.
528. ↑  ”Den vilda roboten (2024)”. Internet Movie Database. http://www.imdb.com/title/tt29623480/.
529. ↑  ”Den vilda roboten (2024)”. MovieZine. https://www.moviezine.se/movies/the-wild-robot.
530. ↑  ”Project Silence (2023)”. Internet Movie Database. http://www.imdb.com/title/tt25808194/.
531. ↑  ”Project Silence (2023)”. MovieZine. https://www.moviezine.se/movies/project-silence.
532. ↑  ”The Room Next Door (2024)”. Internet Movie Database. http://www.imdb.com/title/tt29439114/.
533. ↑  ”The Room Next Door (2024)”. MovieZine. https://www.moviezine.se/movies/the-room-next-door.
534. ↑  ”Terrifier 3 (2024)”. Internet Movie Database. http://www.imdb.com/title/tt27911000/.
535. ↑  ”Terrifier 3 (2024)”. MovieZine. https://www.moviezine.se/movies/terrifier-3.
536. ↑  ”Bambi – En saga om livet i skogen (2024)”. Internet Movie Database. http://www.imdb.com/title/tt32373637/.
537. ↑  ”Bambi – En saga om livet i skogen (2024)”. MovieZine. https://www.moviezine.se/movies/bambi-en-saga-om-livet-i-skogen.
538. ↑  ”Dahomey (2024)”. Internet Movie Database. http://www.imdb.com/title/tt31015216/.
539. ↑  ”Dahomey (2024)”. MovieZine. https://www.moviezine.se/movies/dahomey.
540. ↑  ”The Silent Hour (2024)”. Internet Movie Database. http://www.imdb.com/title/tt22874848/.
541. ↑  ”The Silent Hour (2024)”. MovieZine. https://www.moviezine.se/movies/the-silent-hour.
542. ↑  ”We Live in Time (2024)”. Internet Movie Database. http://www.imdb.com/title/tt27131358/.
543. ↑  ”We Live in Time (2024)”. MovieZine. https://www.moviezine.se/movies/we-live-in-time.
544. ↑  ”XXL (2024)”. Svensk Filmdatabas. http://www.svenskfilmdatabas.se/sv/item/?type=film&itemid=662635.
545. ↑  ”XXL (2024)”. MovieZine. https://www.moviezine.se/movies/xxl.
546. ↑  ”Club Zero (2023)”. Internet Movie Database. http://www.imdb.com/title/tt18235146/.
547. ↑  ”Club Zero (2023)”. MovieZine. https://www.moviezine.se/movies/club-zero.
548. ↑  ”Det omätbara (2024)”. Svensk Filmdatabas. http://www.svenskfilmdatabas.se/sv/item/?type=film&itemid=621913.
549. ↑  ”Det omätbara (2024)”. MovieZine. https://www.moviezine.se/movies/det-omatbara.
550. ↑  ”Niko – Beyond the Northern Lights (2024)”. Internet Movie Database. http://www.imdb.com/title/tt14813816/.
551. ↑  ”Niko – Beyond the Northern Lights (2024)”. MovieZine. https://www.moviezine.se/movies/niko-beyond-the-northern-lights.
552. ↑  ”Red One (2024)”. Internet Movie Database. http://www.imdb.com/title/tt14948432/.
553. ↑  ”Red One (2024)”. MovieZine. https://www.moviezine.se/movies/red-one.
554. ↑  ”Uppdrag Beirut (2023)”. Internet Movie Database. http://www.imdb.com/title/tt27795356/.
555. ↑  ”Uppdrag Beirut (2023)”. MovieZine. https://www.moviezine.se/movies/uppdrag-beirut.
556. ↑  ”Woman of the Hour (2023)”. Internet Movie Database. http://www.imdb.com/title/tt7737800/.
557. ↑  ”Woman of the Hour (2023)”. MovieZine. https://www.moviezine.se/movies/woman-of-the-hour.
558. ↑  ”Gladiator II (2024)”. Internet Movie Database. http://www.imdb.com/title/tt9218128/.
559. ↑  ”Gladiator II (2024)”. MovieZine. https://www.moviezine.se/movies/gladiator-2.
560. ↑  ”Blitz (2024)”. Internet Movie Database. http://www.imdb.com/title/tt15939198/.
561. ↑  ”Blitz (2024)”. MovieZine. https://www.moviezine.se/movies/blitz-2024.
562. ↑  ”Den svenska torpeden (2024)”. Svensk Filmdatabas. http://www.svenskfilmdatabas.se/sv/item/?type=film&itemid=625907.
563. ↑  ”Den svenska torpeden (2024)”. MovieZine. https://www.moviezine.se/movies/den-svenska-torpeden.
564. ↑  ”Echo anropar Delta (2024)”. Internet Movie Database. http://www.imdb.com/title/tt16741018/.
565. ↑  ”Echo anropar Delta (2024)”. MovieZine. https://www.moviezine.se/movies/echo-anropar-delta.
566. ↑  ”Flow (2024)”. Internet Movie Database. http://www.imdb.com/title/tt4772188/.
567. ↑  ”Flow (2024)”. MovieZine. https://www.moviezine.se/movies/flow.
568. ↑  ”Bride Kidnapping (2023)”. Internet Movie Database. http://www.imdb.com/title/tt28803508/.
569. ↑  ”Bride Kidnapping (2023)”. MovieZine. https://www.moviezine.se/movies/bride-kidnapping.
570. ↑  ”Ernest Cole: Lost and Found (2024)”. Internet Movie Database. http://www.imdb.com/title/tt27760132/.
571. ↑  ”Ernest Cole: Lost and Found (2024)”. MovieZine. https://www.moviezine.se/movies/ernest-cole-lost-and-found.
572. ↑  ”Heretic (2024)”. Internet Movie Database. http://www.imdb.com/title/tt28015403/.
573. ↑  ”Heretic (2024)”. MovieZine. https://www.moviezine.se/movies/heretic-2024.
574. ↑  ”Occupied City (2023)”. Internet Movie Database. http://www.imdb.com/title/tt9573150/.
575. ↑  ”Occupied City (2023)”. MovieZine. https://www.moviezine.se/movies/occupied-city.
576. ↑  ”Under trottoaren – stranden (2024)”. Svensk Filmdatabas. http://www.svenskfilmdatabas.se/sv/item/?type=film&itemid=636971.
577. ↑  ”Under trottoaren – Stranden (2024)”. MovieZine. https://www.moviezine.se/movies/under-trottoaren-stranden.
578. ↑  ”Wicked (2024)”. Internet Movie Database. http://www.imdb.com/title/tt1262426/.
579. ↑  ”Wicked (2024)”. MovieZine. https://www.moviezine.se/movies/wicked-part-one.
580. ↑  ”Without Air (2023)”. Internet Movie Database. http://www.imdb.com/title/tt15495540/.
581. ↑  ”Without Air (2023)”. MovieZine. https://www.moviezine.se/movies/without-air.
582. ↑  ”Döda män i skidspåret (2024)”. Internet Movie Database. http://www.imdb.com/title/tt8228656/.
583. ↑  ”Döda män i skidspåret (2024)”. MovieZine. https://www.moviezine.se/movies/doda-man-i-skidsparet.
584. ↑  ”Efterträdaren (2023)”. Internet Movie Database. http://www.imdb.com/title/tt26597953/.
585. ↑  ”Efterträdaren (2023)”. MovieZine. https://www.moviezine.se/movies/eftertradaren.
586. ↑  ”Gula änkan (2023)”. Internet Movie Database. http://www.imdb.com/title/tt3234122/.
587. ↑  ”Gula änkan (2023)”. MovieZine. https://www.moviezine.se/movies/widow-clicquot.
588. ↑  ”Human Forever (2023)”. Internet Movie Database. http://www.imdb.com/title/tt29612415/.
589. ↑  ”Human Forever (2023)”. MovieZine. https://www.moviezine.se/movies/human-forever.
590. ↑  ”In a Violent Nature (2024)”. Internet Movie Database. http://www.imdb.com/title/tt30321146/.
591. ↑  ”In a Violent Nature (2024)”. MovieZine. https://www.moviezine.se/movies/in-a-violent-nature.
592. ↑  ”Snoris och Plaskis – Mysteriet med de försvinnande hålen (2023)”. Internet Movie Database. http://www.imdb.com/title/tt13328814/.
593. ↑  ”Snoris och Plaskis – Mysteriet med de försvinnande hålen (2023)”. MovieZine. https://www.moviezine.se/movies/snoris-och-plaskis-mysteriet-med-de-forsvinnande-halen.
594. ↑  ”Vaiana 2 (2024)”. Internet Movie Database. http://www.imdb.com/title/tt13622970/.
595. ↑  ”Vaiana 2 (2024)”. MovieZine. https://www.moviezine.se/movies/vaiana-2.
596. ↑  ”RM: Right People, Wrong Place (2024)”. Internet Movie Database. http://www.imdb.com/title/tt33319928/.
597. ↑  ”RM: Right People, Wrong Place (2024)”. MovieZine. https://www.moviezine.se/movies/rm-right-people-wrong-place.
598. ↑  ”Anora (2024)”. Internet Movie Database. http://www.imdb.com/title/tt28607951/.
599. ↑  ”Anora (2024)”. MovieZine. https://www.moviezine.se/movies/anora.
600. ↑  ”De humani corporis fabrica (2022)”. Internet Movie Database. http://www.imdb.com/title/tt19783948/.
601. ↑  ”De humani corporis fabrica (2022)”. MovieZine. https://www.moviezine.se/movies/de-humani-corporis-fabrica.
602. ↑  ”The Executioner (2024)”. Internet Movie Database. http://www.imdb.com/title/tt30287778/.
603. ↑  ”The Executioner (2024)”. MovieZine. https://www.moviezine.se/movies/i-the-executioner.
604. ↑  ”Jönssonligan kommer tillbaka (2024)”. Svensk Filmdatabas. http://www.svenskfilmdatabas.se/sv/item/?type=film&itemid=681219.
605. ↑  ”Jönssonligan kommer tillbaka (2024)”. MovieZine. https://www.moviezine.se/movies/jonssonligan-2024.
606. ↑  ”Solo Leveling: ReAwakening (2024)”. Internet Movie Database. http://www.imdb.com/title/tt33428606/.
607. ↑  ”Solo Leveling: ReAwakening (2024)”. MovieZine. https://www.moviezine.se/movies/solo-leveling-reawakening.
608. ↑  ”NCT Dream Mystery Lab: Dream()scape in Cinemas (2024)”. Internet Movie Database. http://www.imdb.com/title/tt34692664/.
609. ↑  ”NCT Dream Mystery Lab: Dream()scape in Cinemas (2024)”. MovieZine. https://www.moviezine.se/movies/nct-dream-mystery-lab-dream-scape-in-cinemas.
610. ↑  ”Family Time (2023)”. Internet Movie Database. http://www.imdb.com/title/tt26448972/.
611. ↑  ”Family Time (2023)”. MovieZine. https://www.moviezine.se/movies/family-time-2023.
612. ↑  ”Kraven the Hunter (2024)”. Internet Movie Database. http://www.imdb.com/title/tt10640346/.
613. ↑  ”Kraven the Hunter (2024)”. MovieZine. https://www.moviezine.se/movies/kraven-the-hunter-2023.
614. ↑  ”Levande och döda i Winsford (2023)”. Internet Movie Database. http://www.imdb.com/title/tt13045486/.
615. ↑  ”Levande och döda i Winsford (2023)”. MovieZine. https://www.moviezine.se/movies/levande-och-doda-i-winsford.
616. ↑  ”Sagan om ringen: Striden vid Rohan (2024)”. Internet Movie Database. http://www.imdb.com/title/tt14824600/.
617. ↑  ”Sagan om ringen: Striden vid Rohan (2024)”. MovieZine. https://www.moviezine.se/movies/the-lord-of-the-rings-the-war-of-the-rohirrim.
618. ↑  ”Sankta Lucia (2024)”. Internet Movie Database. http://www.imdb.com/title/tt32949151/.
619. ↑  ”Sankta Lucia (2024)”. MovieZine. https://www.moviezine.se/movies/sankta-lucia.
620. ↑  ”Strange Darling (2023)”. Internet Movie Database. http://www.imdb.com/title/tt22375054/.
621. ↑  ”Strange Darling (2023)”. MovieZine. https://www.moviezine.se/movies/strange-darling.
622. ↑  ”Mufasa: The Lion King (2024)”. Internet Movie Database. http://www.imdb.com/title/tt13186482/.
623. ↑  ”Mufasa: The Lion King (2024)”. MovieZine. https://www.moviezine.se/movies/lejonkungen-2.
624. ↑  ”Parthenope – Neapels hjärta (2024)”. Internet Movie Database. http://www.imdb.com/title/tt23853982/.
625. ↑  ”Parthenope – Neapels hjärta (2024)”. MovieZine. https://www.moviezine.se/movies/parthenope.
626. ↑  ”Konklaven (2024)”. Internet Movie Database. http://www.imdb.com/title/tt20215234/.
627. ↑  ”Konklaven (2024)”. MovieZine. https://www.moviezine.se/movies/conclave-2024.
628. ↑  ”Better Man (2024)”. Internet Movie Database. http://www.imdb.com/title/tt14260836/.
629. ↑  ”Better Man (2024)”. MovieZine. https://www.moviezine.se/movies/better-man.
630. ↑  ”Elevation (2024)”. Internet Movie Database. http://www.imdb.com/title/tt23558280/.
631. ↑  ”Elevation (2024)”. MovieZine. https://www.moviezine.se/movies/elevation.
632. ↑  ”Sonic the Hedgehog 3 (2024)”. Internet Movie Database. http://www.imdb.com/title/tt18259086/.
633. ↑  ”Sonic the Hedgehog 3 (2024)”. MovieZine. https://www.moviezine.se/movies/sonic-the-hedgehog-3.
634. ↑  ”Super-Charlie (2024)”. Svensk Filmdatabas. http://www.svenskfilmdatabas.se/sv/item/?type=film&itemid=648506.
635. ↑  ”Super-Charlie (2024)”. MovieZine. https://www.moviezine.se/movies/super-charlie.

### Webbkällor
- Svensk Filmdatabas – Filmer med premiär 2024
- MovieZine – Kalender med premiärdatum
- IMDb - Filmer med premiär 2024 (engelska)